# 에사우이라
에사우이라(아랍어: الصويرة, 프랑스어: Essaouira)는 모로코 서부의 마라케시사피 지역에 있는 항구 도시로, 대서양 연안에 위치해 있다. 2014년 기준 인구는 77,966명이다.
에사우이라 시의 건설은 무함마드 빈 압달라 술탄의 지시로 이루어졌다. 그는 1760년에 여러 건축가, 특히 테오도르 코르뉘와 아흐메드 엘 잉글리시에게 이 건설을 맡기는 독특한 시도를 했다. 이들은 1765년 실패한 라라슈 원정에서 잡힌 프랑스 포로들을 활용하여 외국 상인들의 필요에 맞는 도시를 설계하고 건설하는 임무를 맡았다. 건설된 후 도시는 계속 성장하여 황금기를 맞이하고 놀라운 발전을 이루며, 18세기 말부터 19세기 전반기까지 이 나라의 가장 중요한 상업 항구이자 외교 수도가 되었다.
에사우이라 메디나는 2001년에 유네스코에 의해 세계유산으로 지정되었다.

## 이름 및 어원
이 도시의 이름은 라틴 문자로는 주로 Essaouira로 표기되며, 아랍 문자로는 الصويرة로 표기된다. 두 표기 모두 모로코 아랍어로 된 이름인 aṣ-Ṣwiṛa를 나타낸다. 이는 "벽(마당, 도시 주위의), 성벽"을 의미하는 명사 ṣuṛ의 지소사이다. (정관사와 함께) 인후음화된 /sˁ/와 /rˁ/ 발음은 전형적인 모로코식 발전이다. 고전 아랍어에서 이 명사는 sūr (سور, 보통 /s/와 /r/ 사용), 지소사는 suwayrah (سويرة)이다. 이는 모든 고전 아랍어 사전에서 인용된 유일한 형태이다. 따라서 고전 발음에 따른 아랍 문자 표기는 신이 아닌 사드를 사용한 السويرة al-Suwayrah이다.
1960년대까지 에사우이라는 일반적으로 포르투갈어 이름인 모가도르(Mogador)로 알려져 있었다. 이 이름은 아마도 11세기 지리학자 알바크리가 언급한 암드줄(Amegdul, 아랍어: أمقدول)의 변형일 것이다. 모가도르라는 이름은 '작은 요새'를 뜻하는 페니키아어 Migdol에서 유래했다.

## 역사
고고학 연구에 따르면 에사우이라는 선사 시대부터 사람이 살았던 것으로 보인다. 에사우이라 만은 모가도르섬에 의해 부분적으로 보호되어 있어 강한 해양 바람으로부터 보호되는 평화로운 항구를 이룬다.

### 고대
에사우이라는 오랫동안 모로코 해안에서 가장 좋은 정박지 중 하나로 여겨져 왔다. 고대 카르타고의 항해사 항해자 한노는 기원전 5세기에 이곳을 방문하여 아람비스라는 교역소를 세웠다.
기원전 1세기 말 또는 기원후 1세기 초, 마우레타니아의 베르베르족 왕 유바 2세는 티리언 퍼플 공장을 세워 에사우이라와 일레스 푸르푸레르의 조간대 바위에서 발견되는 소라와 푸르푸라 조개껍데기를 가공했다. 이 염료는 로마 제국의 로마 원로원 의원들이 입었던 토가의 자주색 줄무늬를 물들였다.
모가도르섬에서 로마 빌라가 발굴되었다. 기원후 3세기의 로마 화병과 동전도 발견되었다. 대부분의 유물은 현재 시디 모하메드 벤 압달라 박물관과 라바트 고고학 박물관에 전시되어 있다.

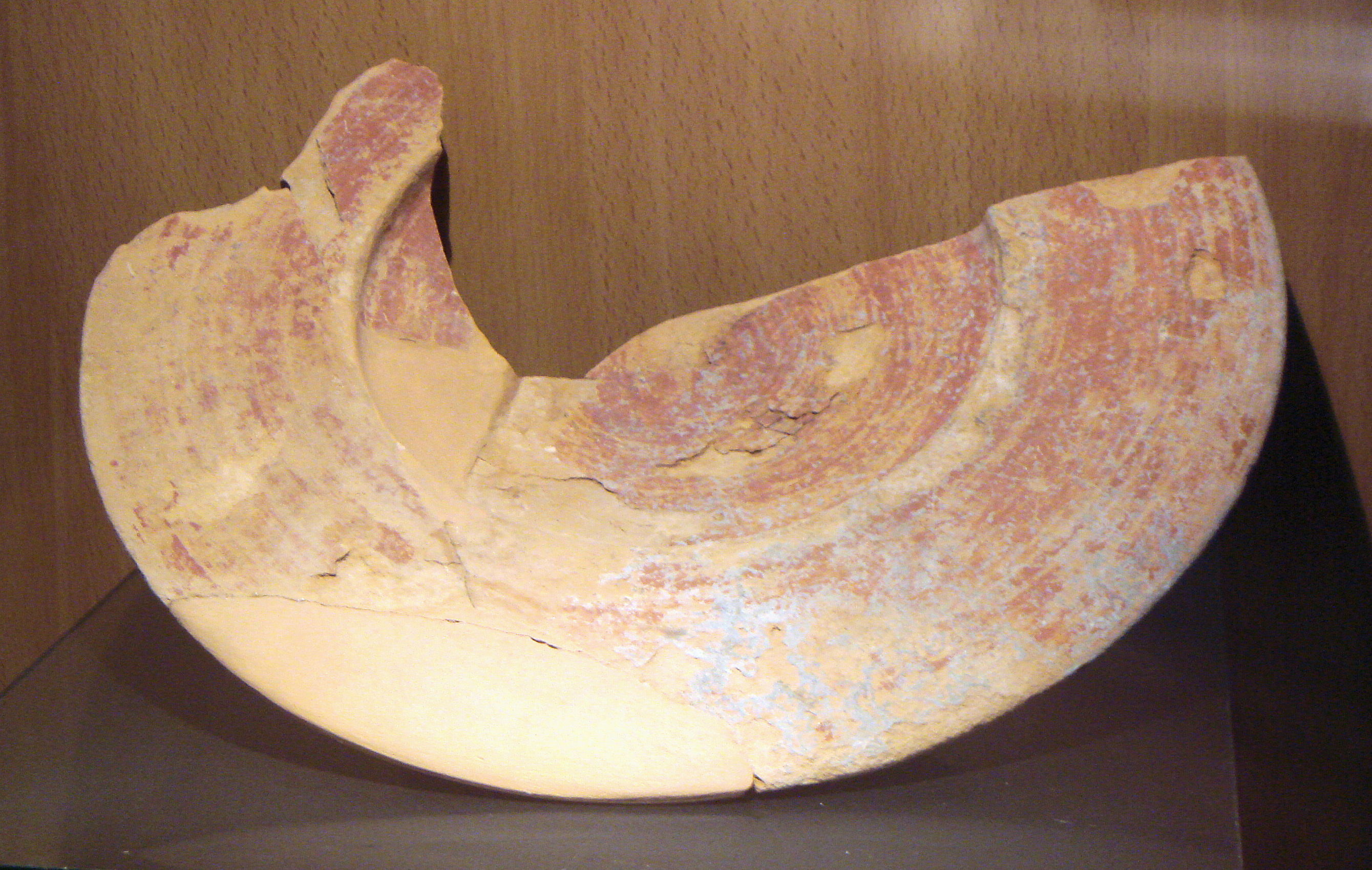
기원전 7세기 페니키아 붉은 슬립 접시, 에사우이라 모가도르섬에서 발굴됨. 시디 모하메드 벤 압달라 박물관.
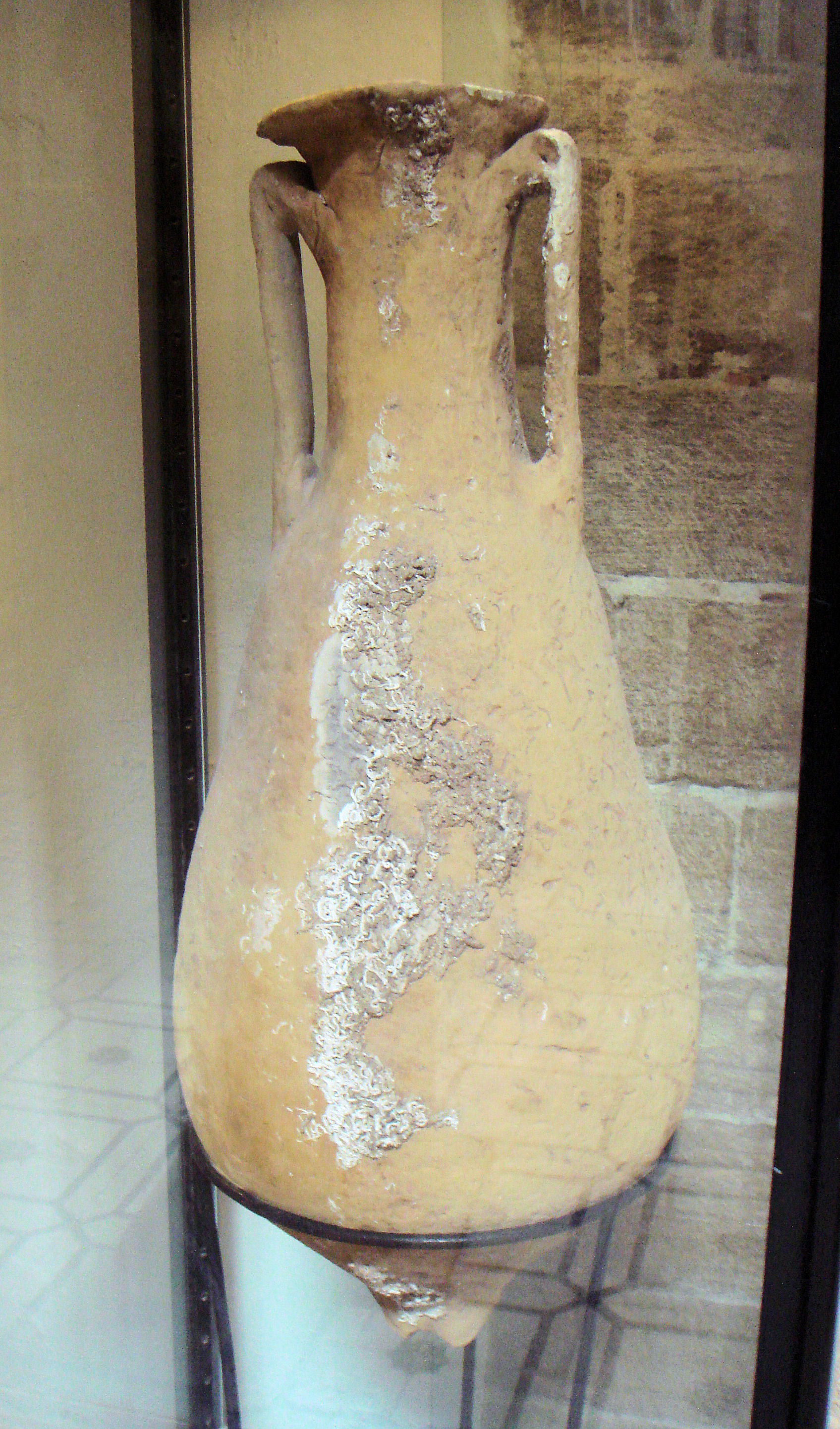
에사우이라에서 발견된 1-2세기 베티카 암포라.
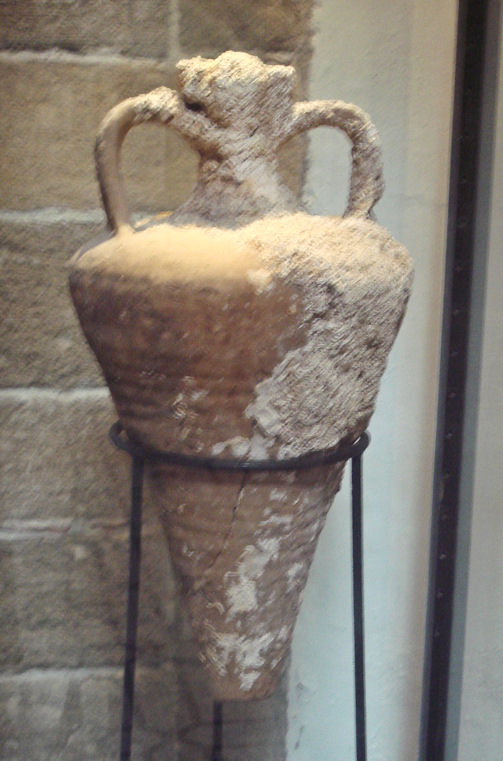
에사우이라에서 발견된 3-4세기 에게 암포라.
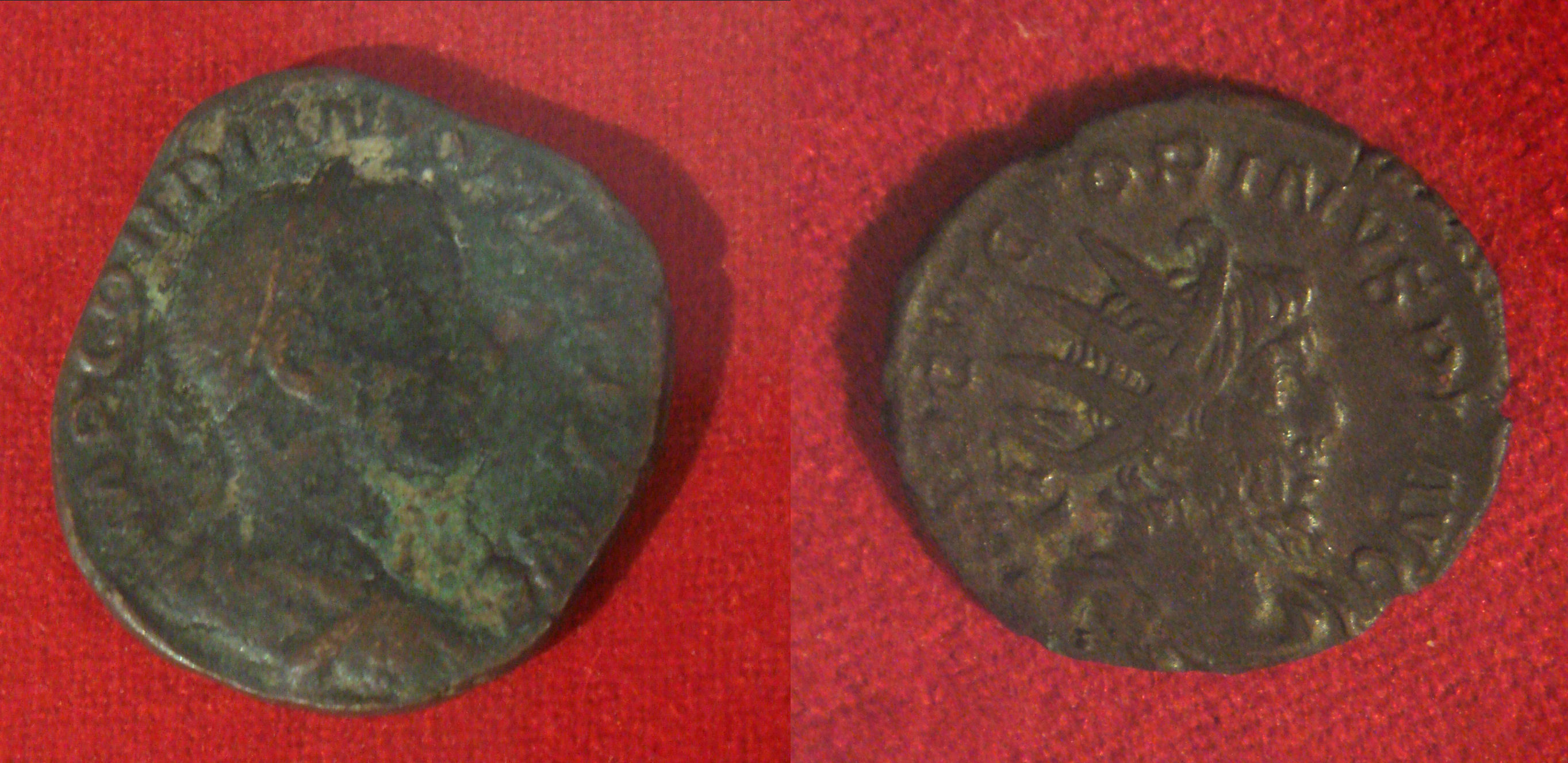
에사우이라에서 발굴된 3세기 고대 로마 동전.

### 근대 초기

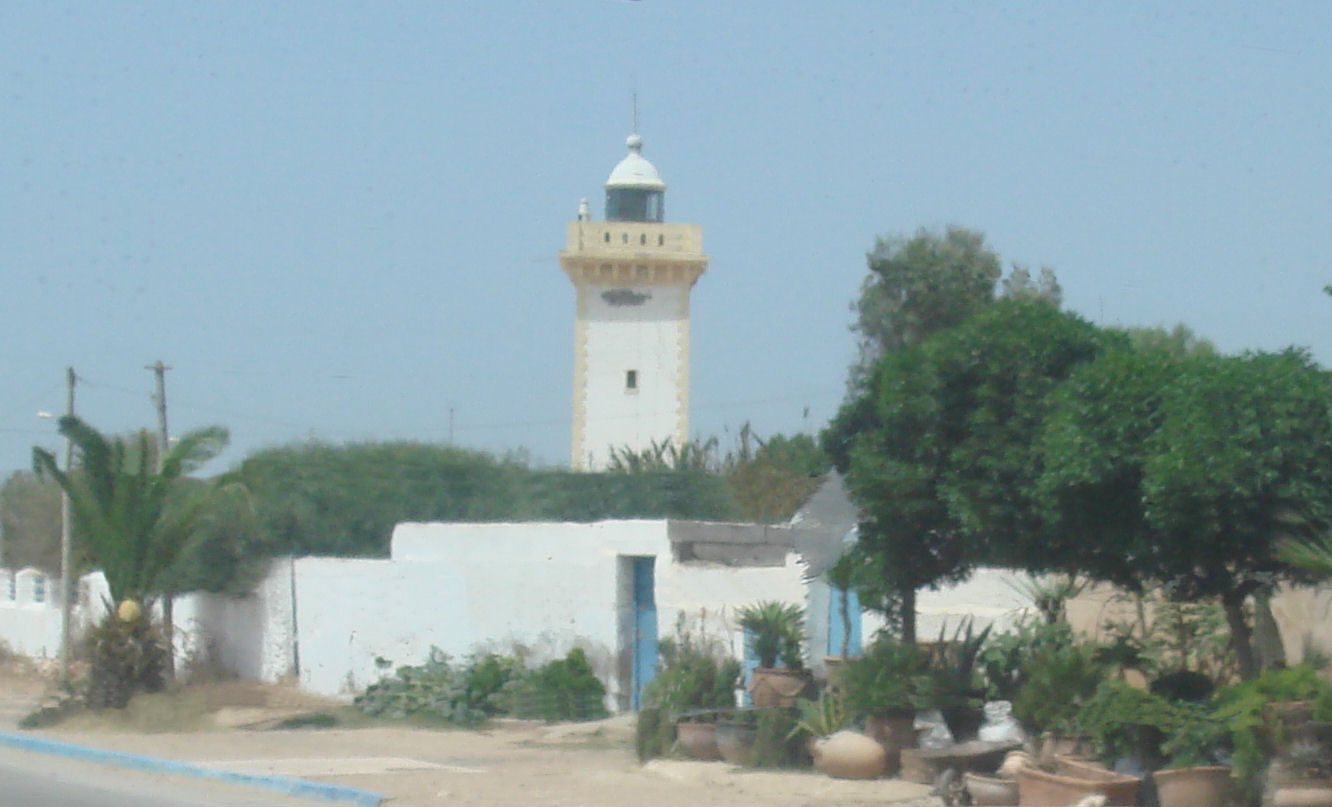
에사우이라에 있는 시디 모그둘의 안식처.

중세 시대에 시디 모그둘이라는 이슬람 성인이 에사우이라에 묻혔는데, 이로 인해 "모가도르"라는 이름이 유래된 것으로 추정된다.

#### 포르투갈의 정착 (1506–1510)
1506년에 포르투갈의 마누엘 1세 국왕은 그곳에 카스텔로 헤알 데 모가도르라는 요새를 건설하라고 명령했다. 전체적으로 포르투갈은 북쪽의 루코스 강과 남쪽의 수스 강 사이의 모로코 대서양 연안에 6개의 모로코 도시를 점령하고 6개의 독립 요새를 건설한 것으로 기록되어 있다. 이 중 4개는 단명했다: 그라시오사 (1489), 상 주앙 다 마모라 (1515), 모가도르의 카스텔로 헤알 (1506–10) 및 아구스 (1520–25). 두 곳은 영구적인 도시 정착지가 되었다: 산타크루즈 두 카보 드 구에 (현대 아가디르, 1505–06년 설립) 및 1514–17년에 설립된 마자간. 1541년 아가디르 함락 이후 포르투갈은 1541년에서 1550년 사이에 대부분의 정착지를 포기해야 했지만, 세우타, 탕헤르 및 마자간은 유지할 수 있었다.
모가도르의 카스텔로 헤알 요새는 건설 4년 만인 1510년에 지역 레그라가 공동체의 저항으로 함락되었다.

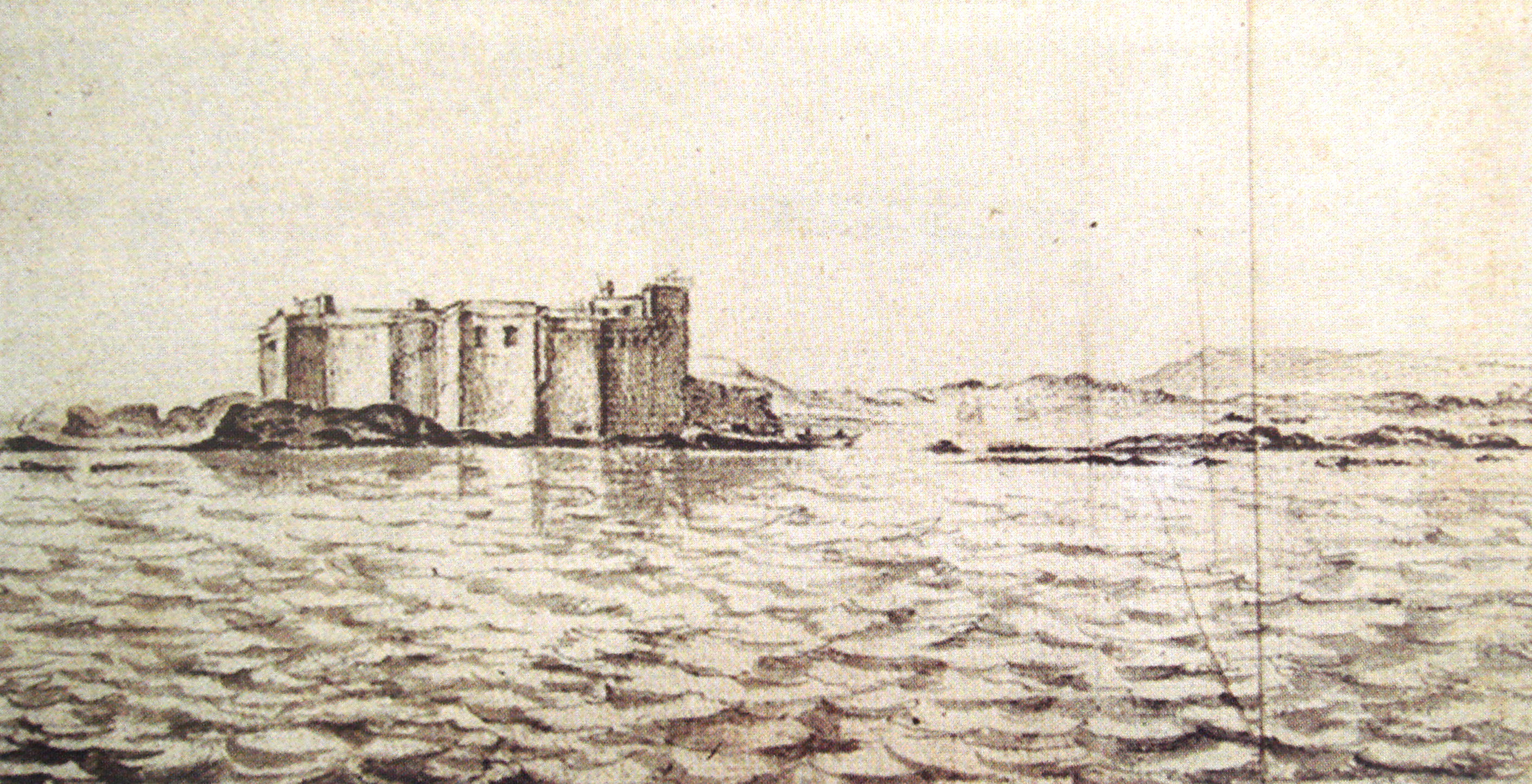
압델 말렉 2세 휘하의 모로코 병사 100명이 방어했던 포르투갈이 건설한 카스텔로 헤알 데 모가도르. 1641년 아드리안 마담이 그림.

16세기 동안 스페인, 잉글랜드, 네덜란드, 프랑스를 포함한 열강들은 이 지역을 점령하려 했으나 헛수고였다. 에사우이라는 설탕과 당밀 수출의 피난처이자 해적들의 정박지로 남아 있었다.

#### 드 라질리 원정 (1629)
프랑스는 1629년 모가도르를 식민지화하려는 초기 시도에 참여했다. 아르망 장 뒤 플레시 드 리슐리외와 페르 조제프가 식민 정책을 수립하려 했을 때, 이삭 드 라질리 제독은 1619년에 정찰했던 모가도르를 1626년에 점령할 것을 제안했다. 목표는 모로코 술탄에 대항하는 기지를 만들고 사피 항구를 봉쇄하는 것이었다.
그는 1629년 7월 20일 Licorne, Saint-Louis, Griffon, Catherine, Hambourg, Sainte-Anne, Saint-Jean 함선들로 구성된 함대를 이끌고 살레로 출발했다. 그는 살레 시를 포격하고 해적선 세 척을 파괴한 다음, 트레이보이스 선장이 지휘하는 그리폰 호를 모가도르로 보냈다. 라질리의 병사들은 모가도르에 있는 카스텔로 레알 요새를 보고, 리슐리외의 동의를 얻어 100명의 병사와 목재, 보급품을 모가도르 섬에 상륙시켰다. 그러나 며칠 후 그리폰 호는 식민지 개척자들을 다시 태우고 살레에 있는 함대와 합류하기 위해 떠났다.
이 원정 후 프랑스는 1631년 압델 말렉 2세와 조약을 체결하여 프랑스에 "커피출레이션"으로 알려진 우대 대우를 부여했다: 우대 관세, 영사관 설치, 프랑스 신민의 종교 자유.

### 현대 에사우이라의 건설 (1760–1770)

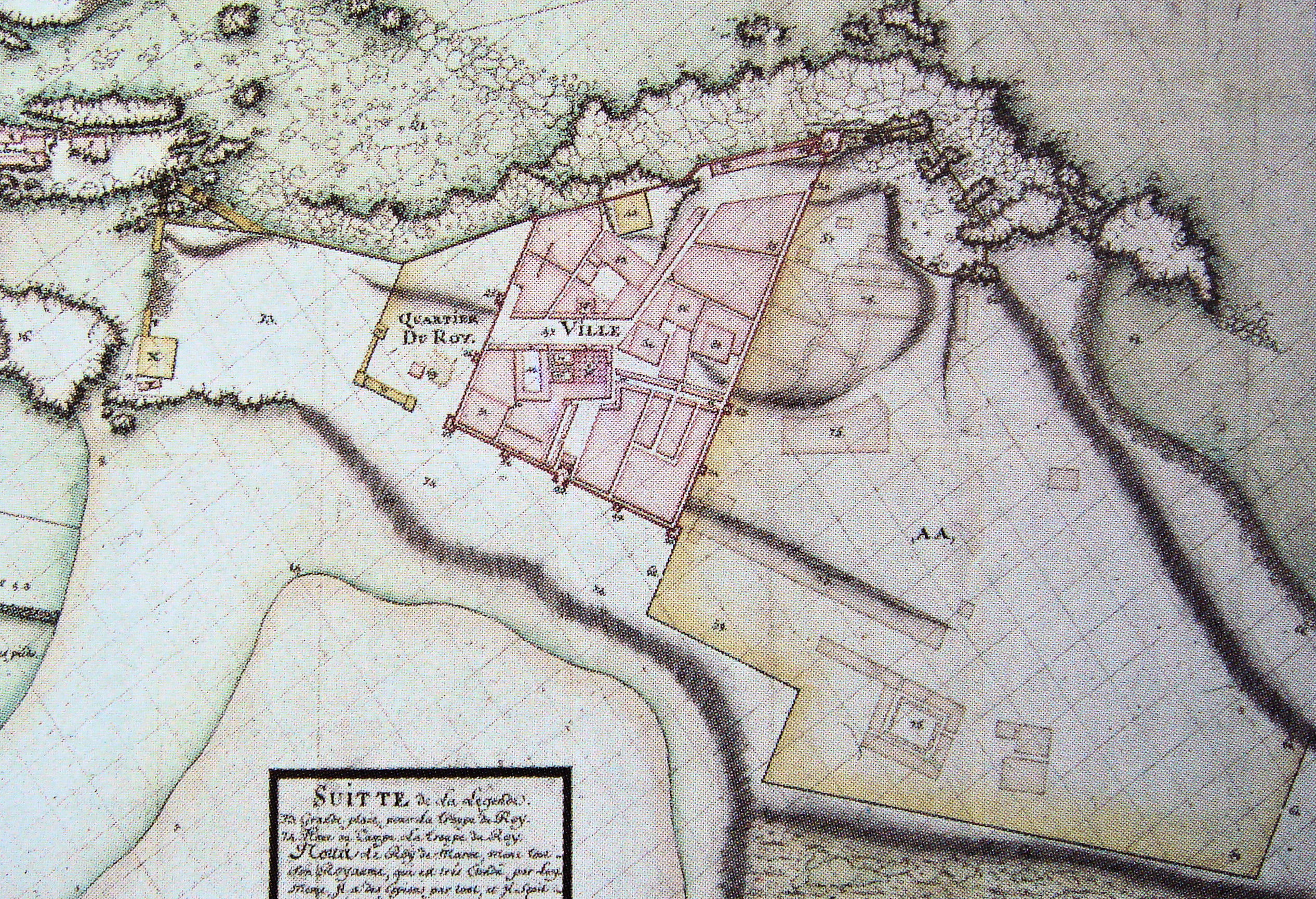
테오도르 코르뉘가 그린 에사우이라 지도. 1767년 그가 떠났을 때, 분홍색 지역은 이미 건설되었고(거리는 여전히 알아볼 수 있다), 노란색 지역(항구 정면과 메디나 구역)은 계획 단계에 불과했다.

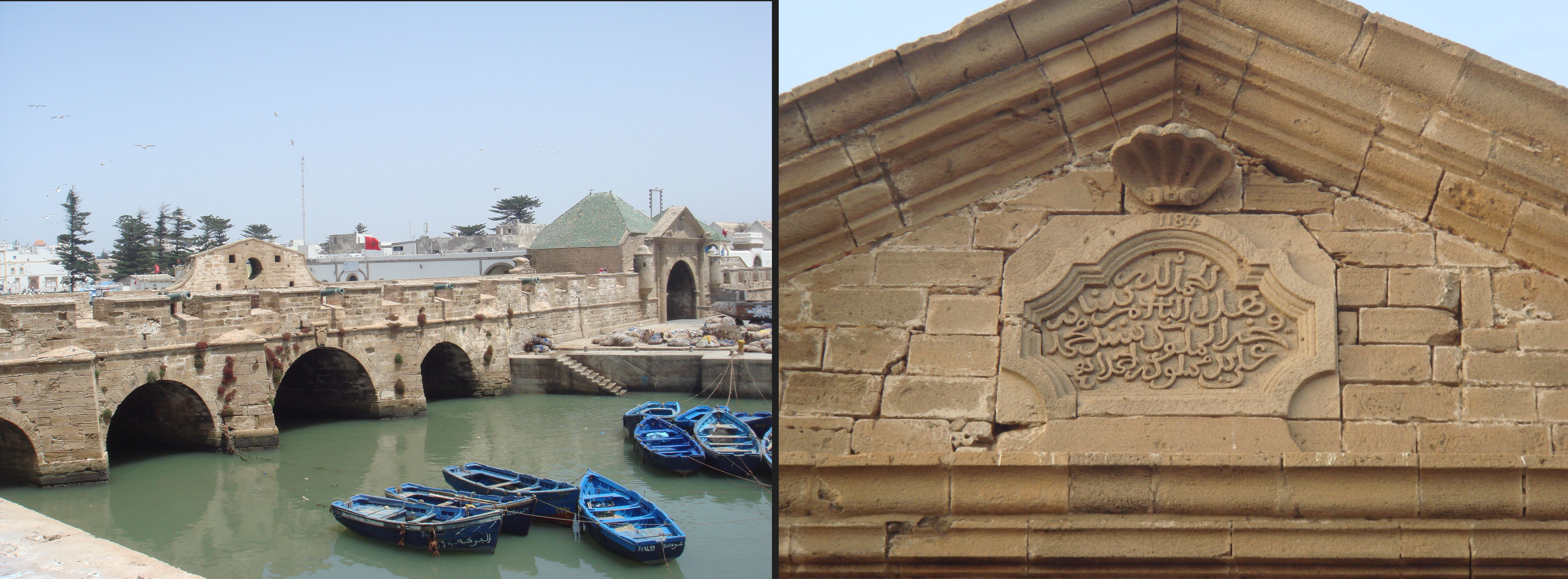
항구 요새는 1770년에 영국인 전향자인 아흐메드 엘 알지에 의해 건설되었다. 아랍어 조각 비문에 설명되어 있다 (오른쪽).

현재의 에사우이라 시는 18세기 중반 모로코 국왕에 의해 건설되었다. 모하메드 3세는 유럽 열강과의 교역 증대를 위해 자신의 왕국을 대서양 쪽으로 재편하려고 했고, 모가도르를 핵심 거점으로 선택했다. 그의 목표 중 하나는 마라케시에서 가장 가까운 지점에 항구를 건설하는 것이었다. 다른 하나는 모하메드 3세의 정치적 라이벌을 지지했던 남쪽의 아가디르로부터의 무역을 차단하는 것이었고, 아가디르 주민들은 에사우이라로 강제 이주되었다.
12년 동안 모하메드 3세는 프랑스 엔지니어 테오도르 코르뉘와 여러 모로코 및 유럽 건축가 및 기술자들을 지휘하여 현대적인 방식으로 요새와 도시를 건설했다. 원래 "수이라"("작은 요새")라고 불렸던 이름은 "에스-사우이라"("아름답게 설계된")가 되었다.
테오도르 코르뉘는 도시 자체, 특히 왕실 구역과 기독교 상인 및 외교관 건물이 있는 카스바 지역을 설계하고 건설했다. 다른 부분은 모로코 건축가, 특히 페스, 마라케시, 라바트 출신 건축가를 포함한 다른 건축가들이 건설했다. "포르트 드 라 마린"이 있는 항구 입구는 아흐메드 엘 잉글리시("영국인 아흐메드") 또는 아흐메드 엘 알지("전향자 아흐메드")라는 이름의 영국 전향자가 건설했다. 모하메드 3세는 에사우이라의 발전을 장려하기 위해 여러 조치를 취했는데, 1767년에 남쪽의 아가디르 항구를 폐쇄하여 남부 무역이 에사우이라를 통해 재편될 수 있도록 했다. 북부 라바트-살레 항구에 있던 유럽 공동체는 1765년 1월 21일 조례에 따라 에사우이라로 이주하라는 명령을 받았다.
무함마드 3세에 의해 재건된 시점부터 19세기 말까지 에사우이라는 모로코의 주요 항구 역할을 하며 카라반 무역 상품을 세계로 공급했다. 이 경로는 사하라 이남 아프리카에서 팀북투로, 그리고 사막과 아틀라스산맥을 넘어 마라케시로 상품을 가져왔다. 마라케시에서 에사우이라까지의 도로는 직선으로 뻗어 있어 왕이 모로코 해안의 많은 항구 중 이곳을 선택한 이유를 설명해 준다.

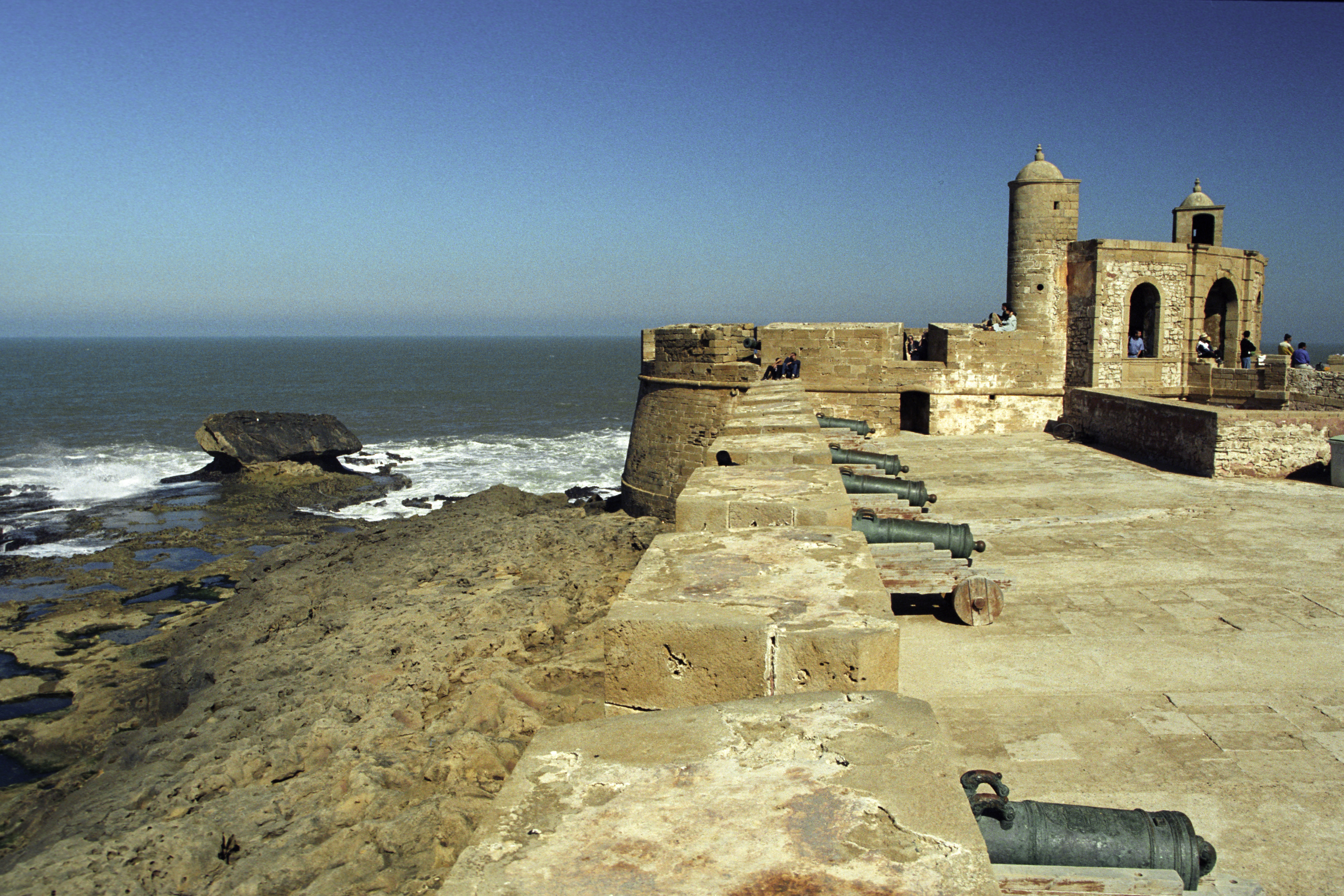
도시 성벽.
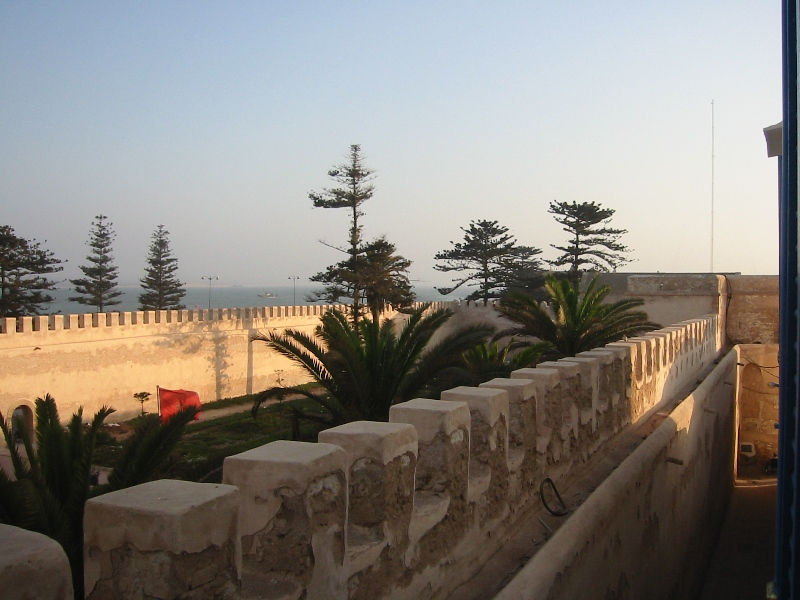
메디나 구역의 성벽.
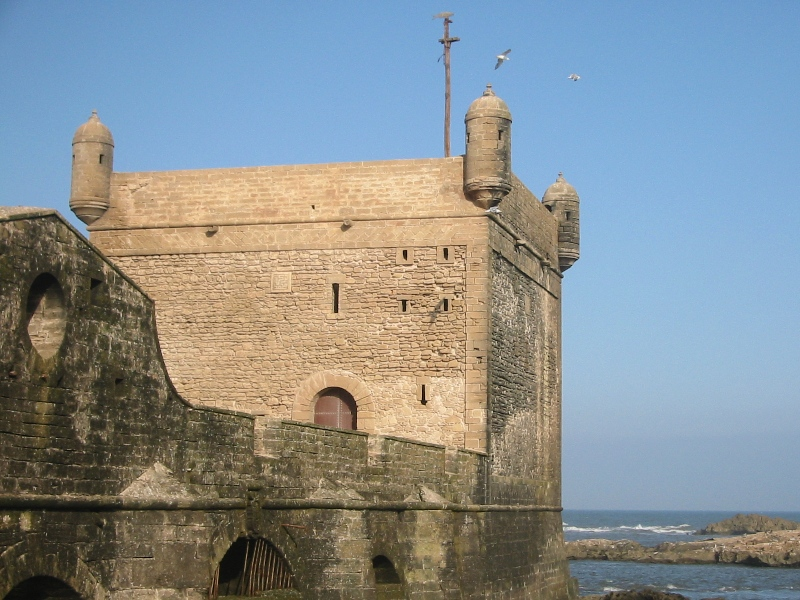
항구 옆 제노바 양식의 성채.
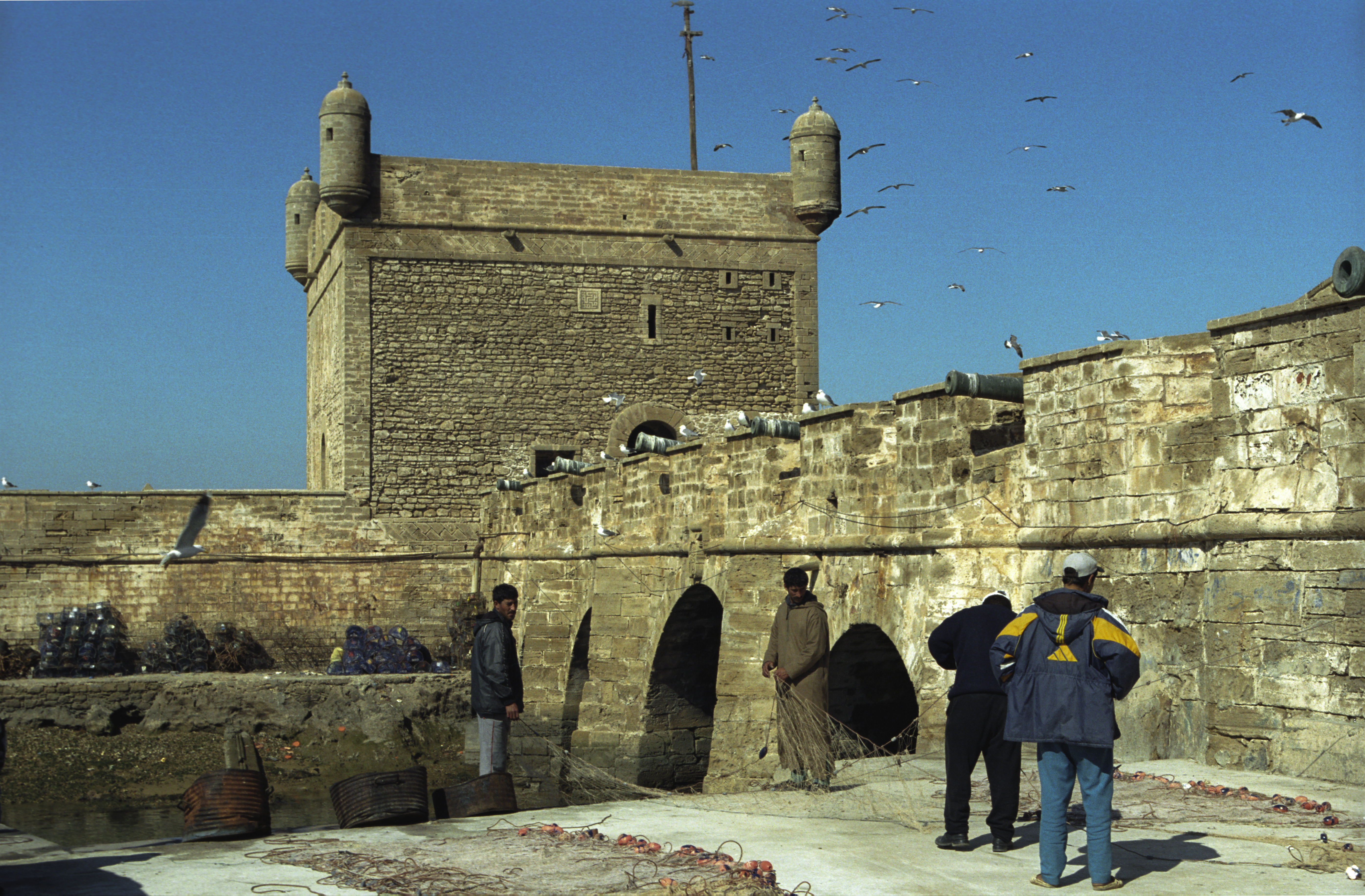
항구 스칼라.
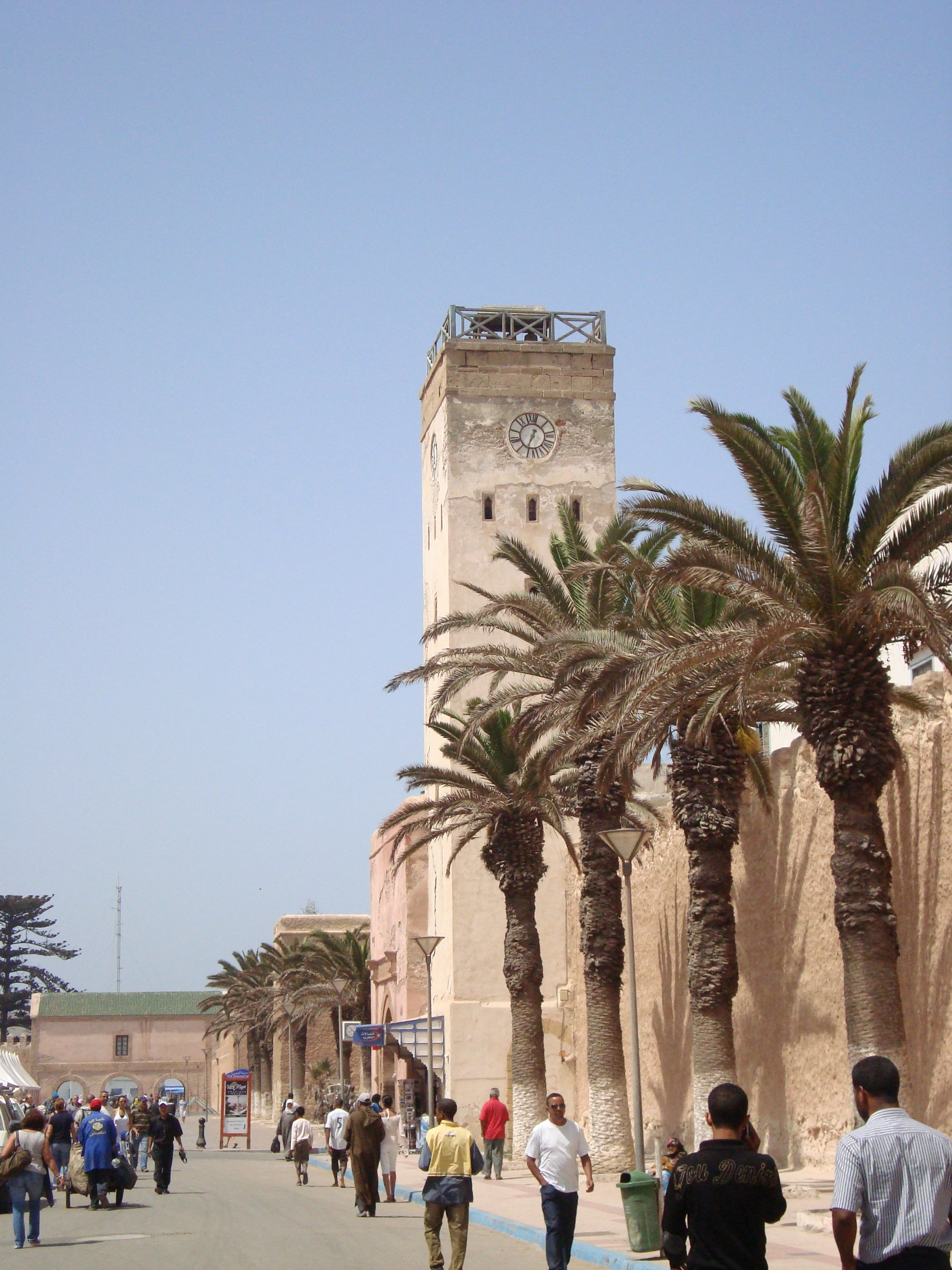
탑과 벽
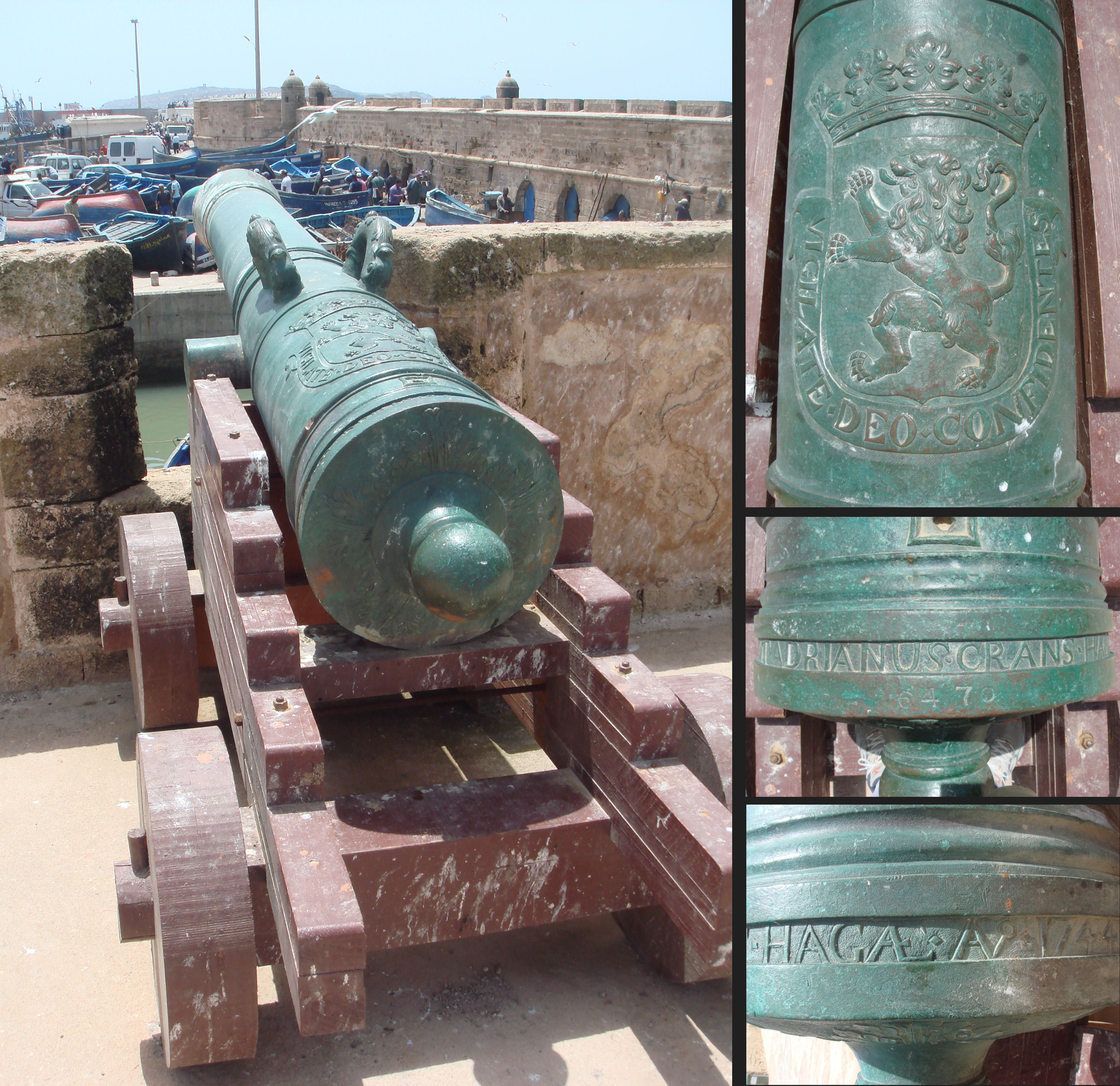
1744년 헤이그의 아드리안 크란스가 제작한 네덜란드 대포, 에사우이라에 설치됨.

### 유대인의 존재

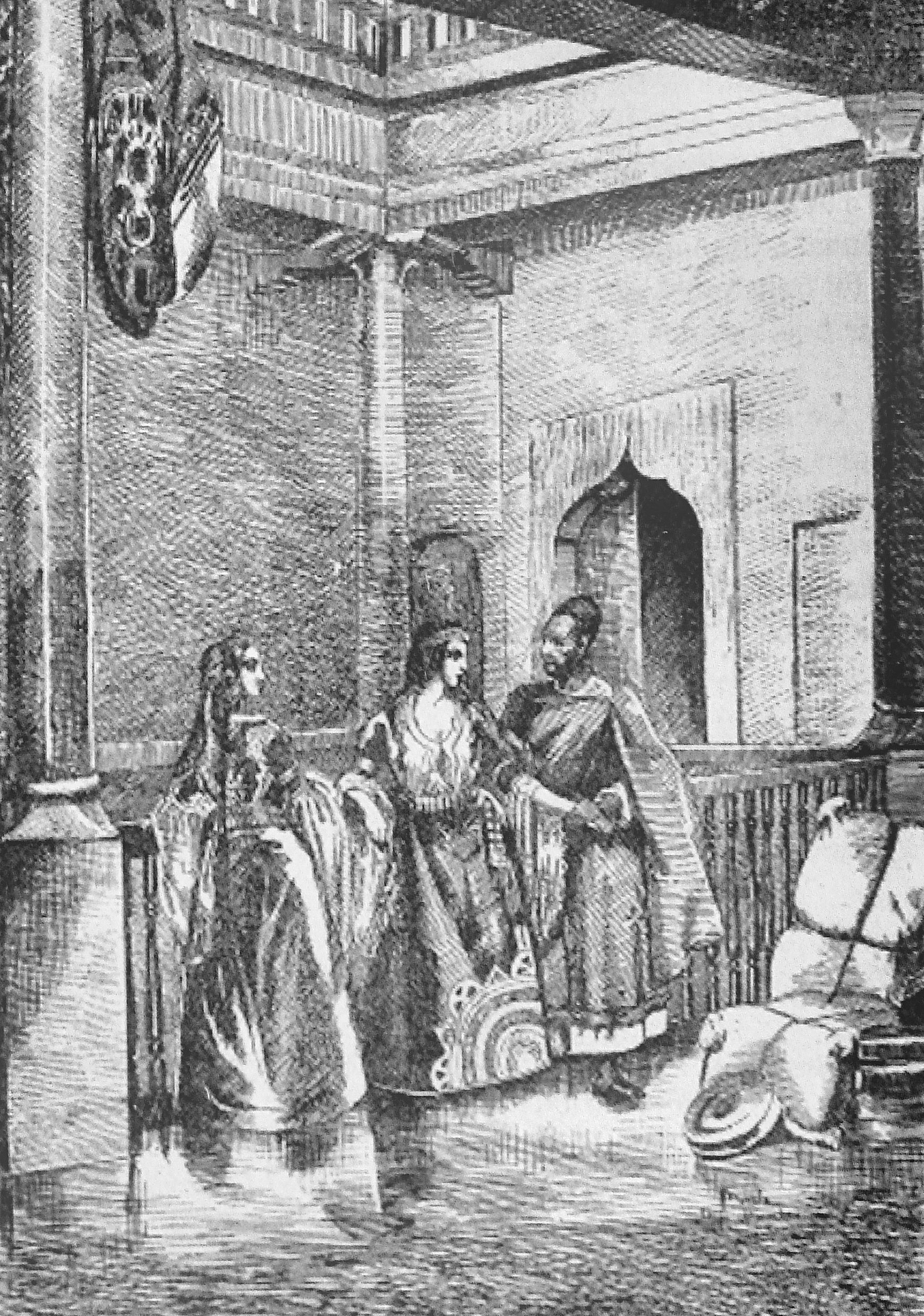
모가도르의 유대인 가옥, 다론도 (1807–1841) 작.

모하메드 3세는 모로코 유대인들이 도시에 정착하여 유럽과의 무역을 담당하도록 장려했다. 한때 유대인들은 인구의 대다수를 차지했다. 1867년에 방문한 프랑스 식물학자에 따르면, 에사우이라의 총 인구는 12,000명이었고 그 중 절반이 유대인이었다. 유대인 지구(또는 멜라)에는 많은 오래된 시나고그가 있으며, 도시에는 큰 유대인 묘지도 있다. 도시는 번성했지만, 사하라 이남 아프리카와의 직접적인 유럽 해운 무역으로 인해 카라반 무역이 쇠퇴하면서 활력을 잃었다. 무역의 변화, 이스라엘 건국, 아랍 국가들과의 전쟁, 그리고 모로코의 독립은 모두 세포라드 유대인들이 이 나라를 떠나는 결과를 낳았다. 2017년 현재 에사우이라에는 유대인 주민이 세 명뿐이었다. 2020년 1월 15일, 무함마드 6세 국왕은 에사우이라에 있는 유대인 유산 가옥인 바이트 다키라를 방문했다.

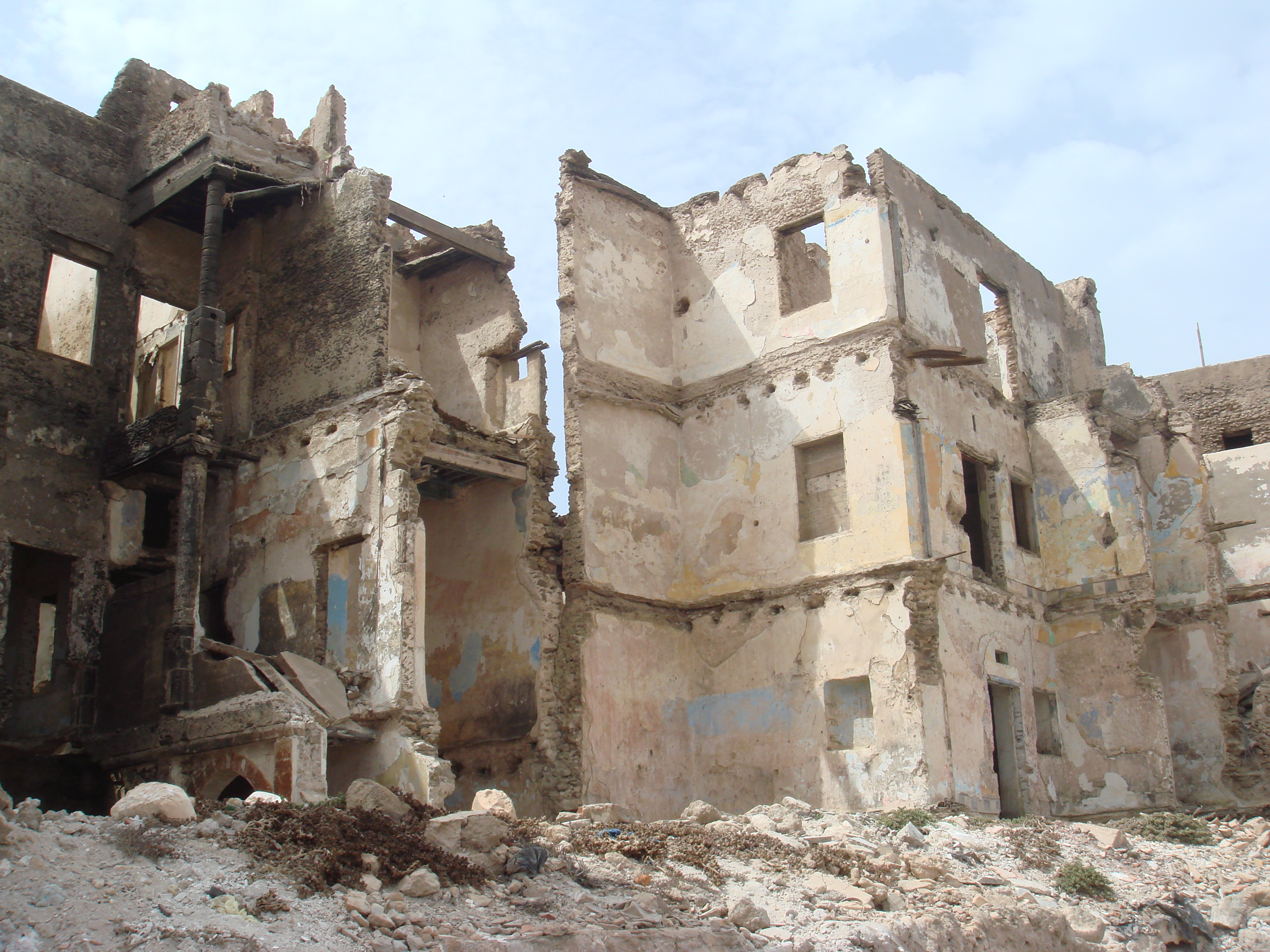
에사우이라의 오래된 유대인 지구.
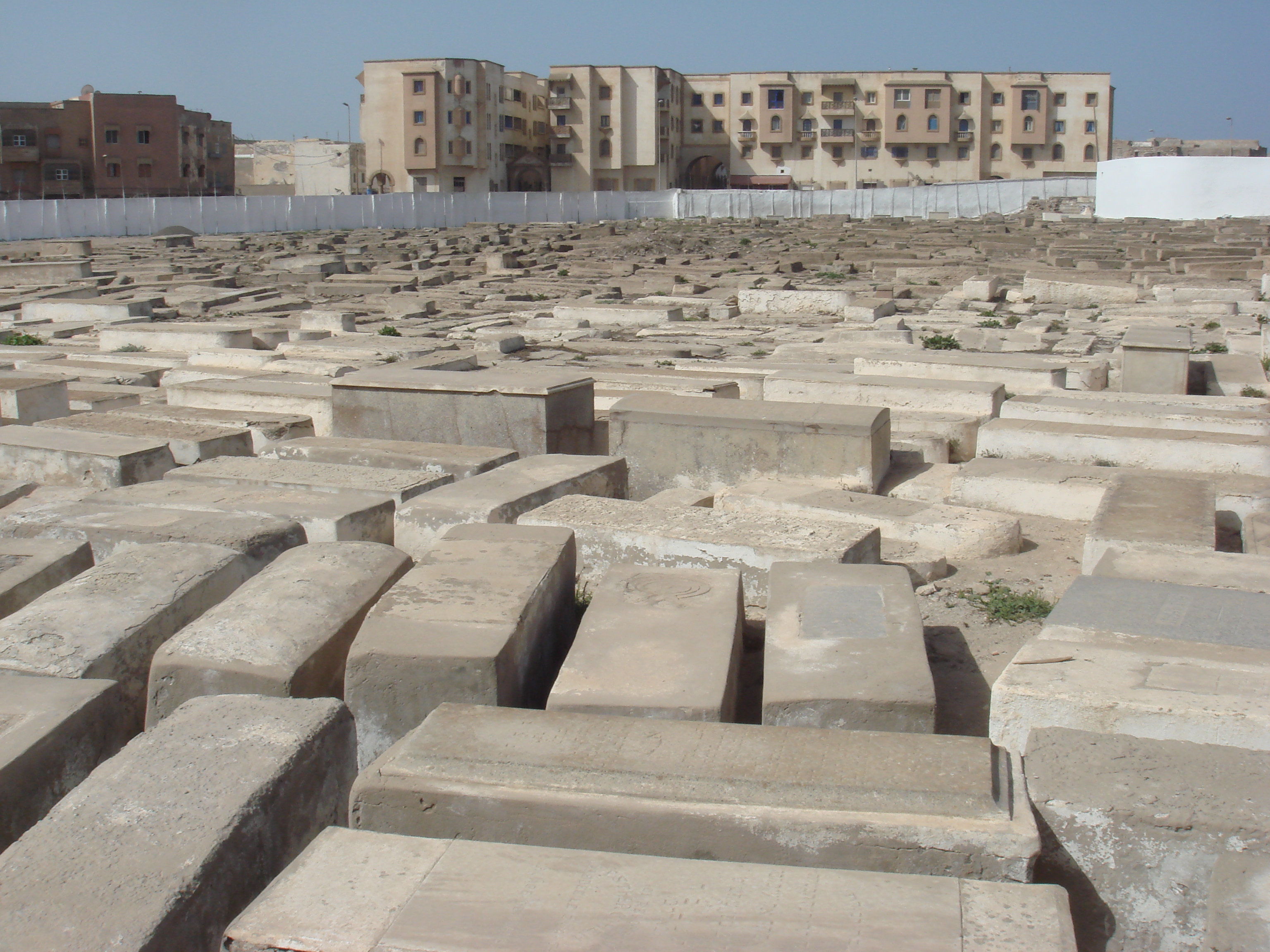
에사우이라의 유대인 묘지.

### 유럽 무역 및 외교

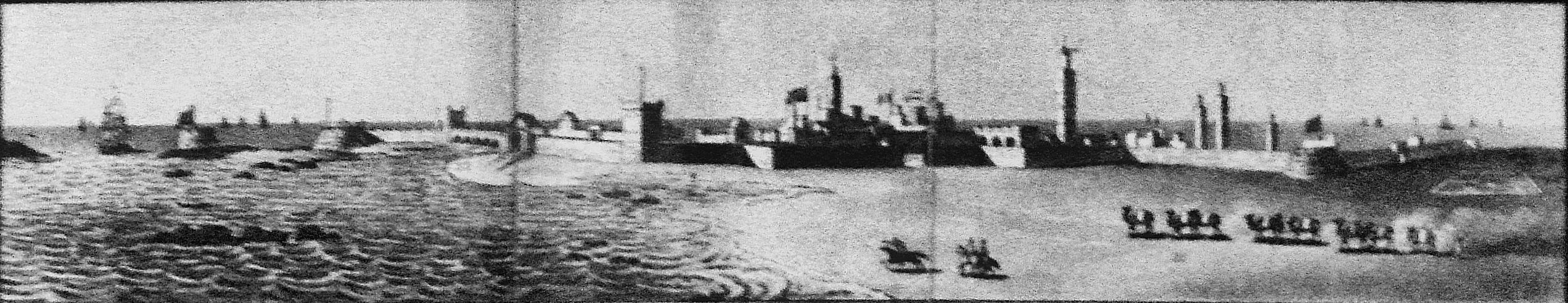
1809년의 에사우이라.

19세기에 에사우이라는 모로코의 첫 번째 항구가 되었으며, 무역량은 라바트의 약 두 배에 달했다. 이 도시는 내륙 도시에서 불과 며칠 거리에 있었기 때문에 마라케시의 항구 역할을 했다. 유럽 열강들은 에사우이라에 외교 및 무역 대표부를 설립했다. 1820년대에 유럽 외교관들은 탕헤르 또는 에사우이라에 집중되어 있었다.

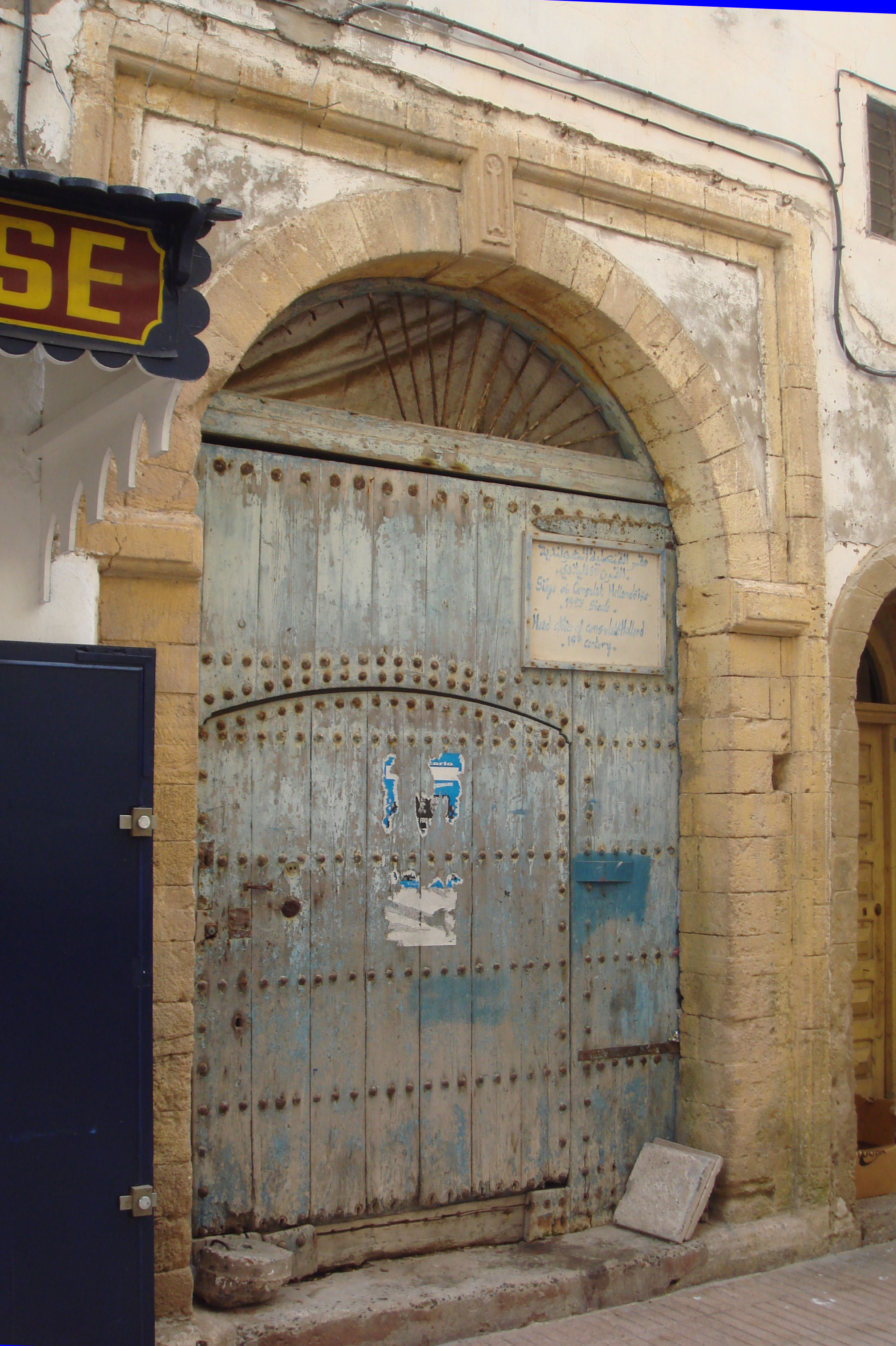
19세기 에사우이라 네덜란드 영사관 유적.
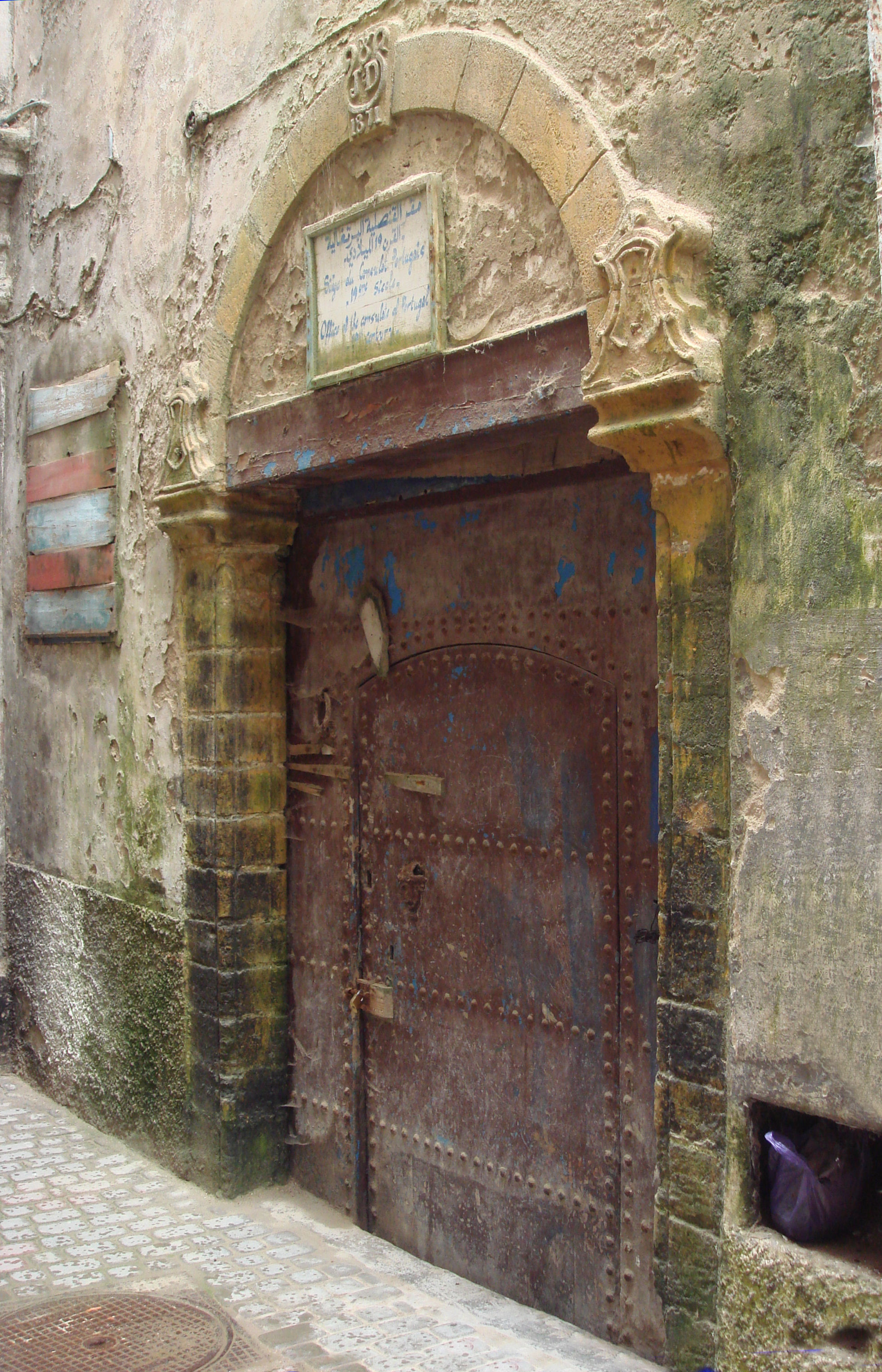
19세기 에사우이라 포르투갈 영사관 유적.
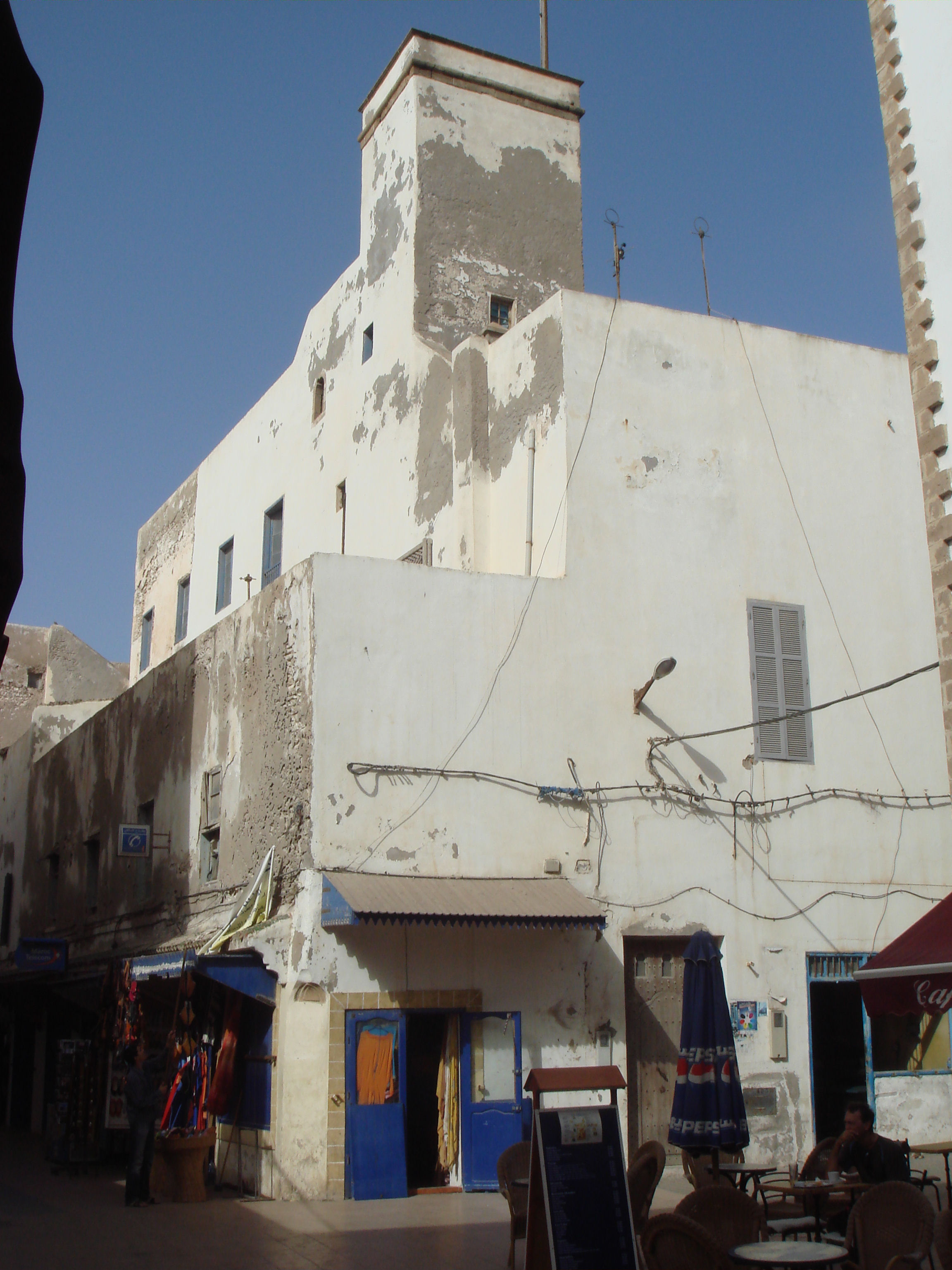
옛 에사우이라 영국 영사관.
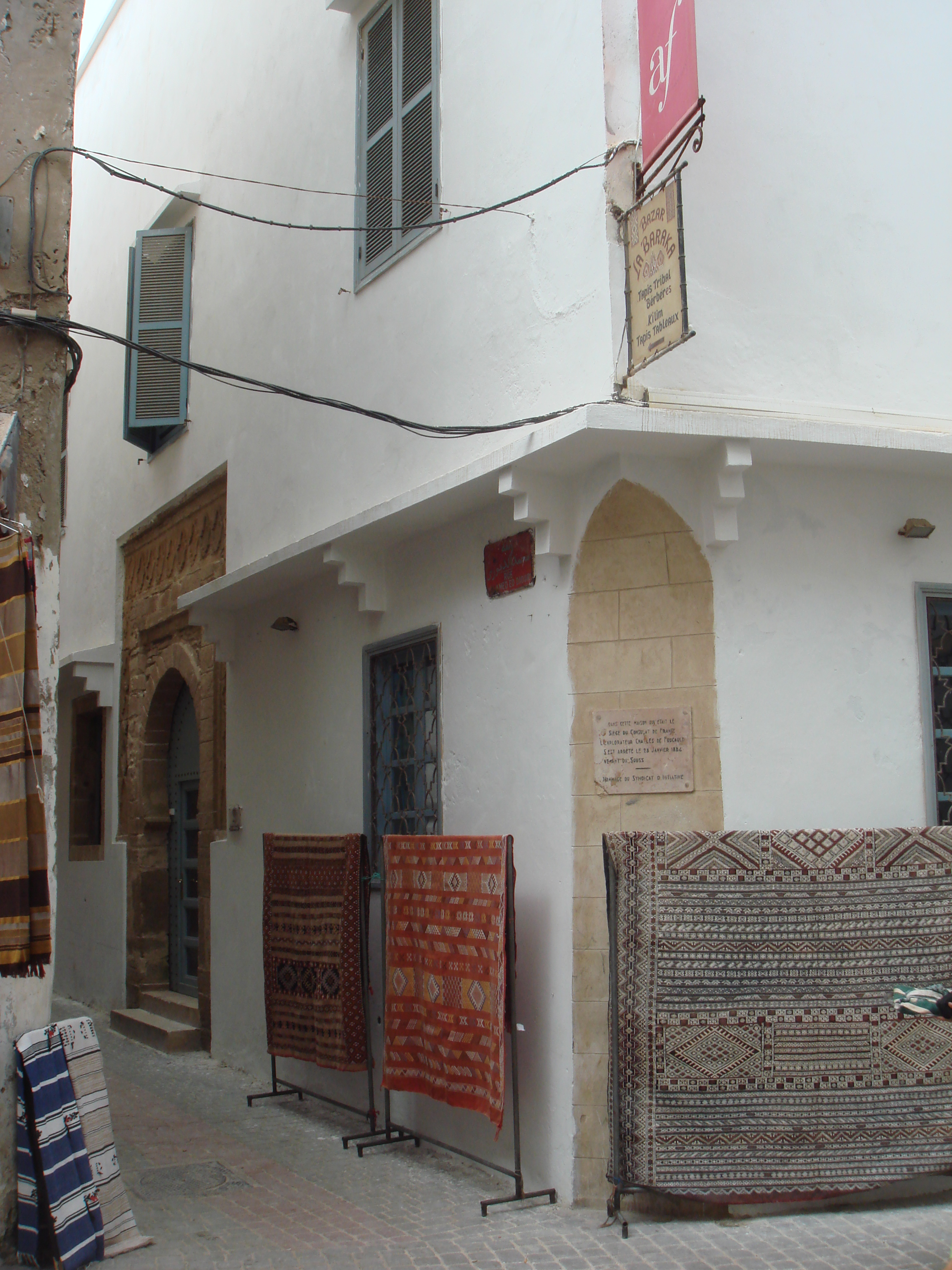
옛 에사우이라 프랑스 영사관.

### 프랑스 개입 및 보호령

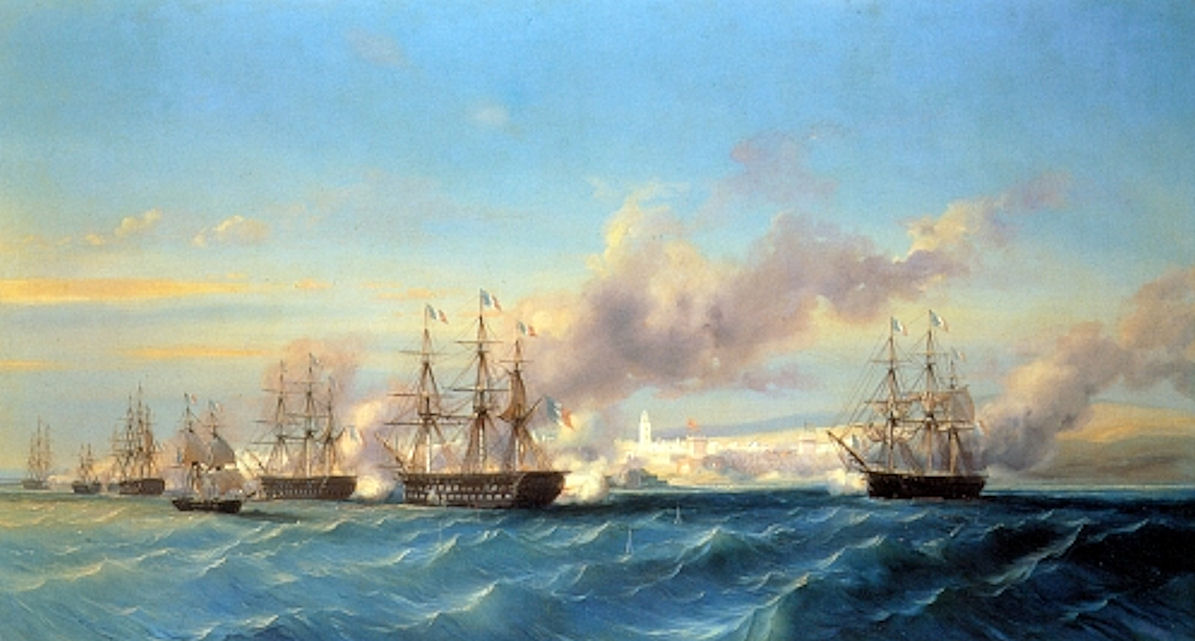
1844년 8월, 프랑스 함대에 의한 모가도르 공격, 세르키스 디라니안.

모로코가 프랑스에 대항하여 알제리의 압델-카데르와 동맹을 맺은 후, 1844년 8월 16일 주앙빌 공작이 지휘하는 프랑스 해군에 의해 에사우이라가 폭격당하고 잠시 점령되었다. 이는 모가도르 폭격으로, 제1차 프랑스-모로코 전쟁의 중요한 전투였다.

#### 아메리카 연합국 해군의 폭격 (1864)
1864년 봄, 아메리카 연합국 아메리카 연합국 해군의 통상 파괴선 CSS 조지아호가 힘든 겨울 항해의 휴식처로 도시 해안에 도착했다. 도착하자마자 승무원들은 커터를 내리고 노를 저어 해안으로 향할 수 있었다. 상륙하자마자 승무원들은 적대적인 모로코인들의 환영을 받았다. 그들은 자신들이 누구이며, 그들의 정부가 중립을 표명했음에도 불구하고 그들에게 적대적이라는 것을 알고 있었다. 장교들은 총칼에 위협받아 바다로 다시 밀려나 원래 타고 왔던 배로 돌아가야 했다. 배로 돌아온 함장 매튜 퐁텐 모리는 조지아호의 10인치 포탑에서 한 발을 발사한 후 일제 사격을 명령했다. 첫 발사 시 해안에서 후퇴했기 때문에 모로코인 사상자는 기록되지 않았다. 이는 북미 이외의 지역에서 연합국 총이 발사된 유일한 사례였다.

#### 프랑스 식민 제국
1912년부터 1956년까지 에사우이라는 프랑스령 모로코의 일부였다. 모가도르는 다르 안플루스에 대한 군사 원정 기지로 사용되었는데, 루이 프랑셰 데스페레 장군과 브룰라르 장군의 명령 아래 8,000명의 프랑스 병력이 도시 외곽에 주둔했다. 다르 안플루스 카스바는 1913년 1월 25일에 점령되었다. 1930년에 형제인 미셸 비외샹과 장 비외샹은 미셸이 스마라를 찾기 위해 서사하라로 떠나기 전 에사우이라를 기지로 사용했다.
프랑스는 중요한 행정, 군사, 경제적 존재감을 가지고 있었다. 에사우이라에는 프랑코-모로코 학교가 있었고, 여전히 Derb Dharb 거리에 남아 있다. 언어적으로, 에사우이라의 많은 모로코인들은 오늘날 프랑스어를 유창하게 구사한다.

### 최근 역사
1950년대 초반, 영화 감독이자 배우인 오슨 웰스는 그의 1952년 오셀로 영화 촬영 기간 동안 도시 성벽 남쪽의 호텔 데 일스에 머물렀다. 1960년대 후반부터 에사우이라는 일종의 히피들의 만남의 장소가 되었다.
요새화된 항구인 스칼라는 미국 TV 시리즈 왕좌의 게임의 세 번째 시즌에서 아스타포르를 나타내는 촬영 장소로 사용되었다.

## 지리

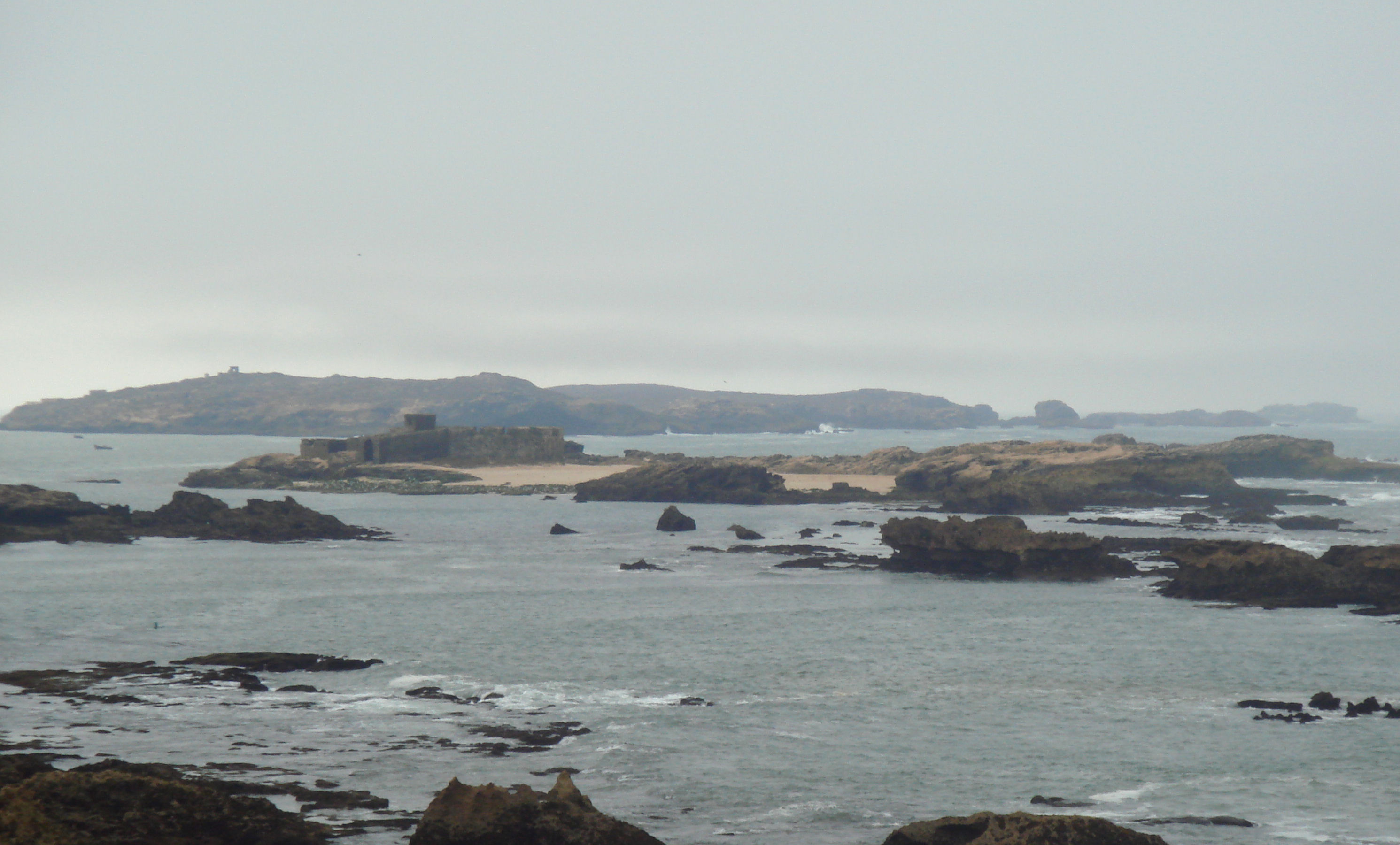
에사우이라 성벽에서 바라본 일레스 푸르푸레르와 모가도르섬.

에사우이라는 일레스 푸르푸레르에 의해 파도 활동으로부터 부분적으로 보호되는 자연적인 만으로 보호받고 있다. 넓은 모래 해변이 에사우이라 남쪽 항구에서 뻗어 있으며, 그 지점에서 웨드 크솝이 대양으로 흘러든다. 이 하구 남쪽에는 고고학적 유적지인 보르지 엘 베로드가 있다. 카나리아 해류는 해양 순환의 전반적인 남향 이동을 담당하며, 강력한 무역풍과 카나리아 해류에 의해 발생하는 해안 용승으로 인해 지역 수산업이 활성화되었다. 디아바트 마을은 에사우이라에서 남쪽으로 약 5킬로미터(3.1 마일) 떨어져 있으며, 웨드 크솝 바로 남쪽에 위치해 있다.
에사우이라-모가도르 공항은 시내에서 약 7 to 8 km (4 to 5 mi) 떨어져 있다.

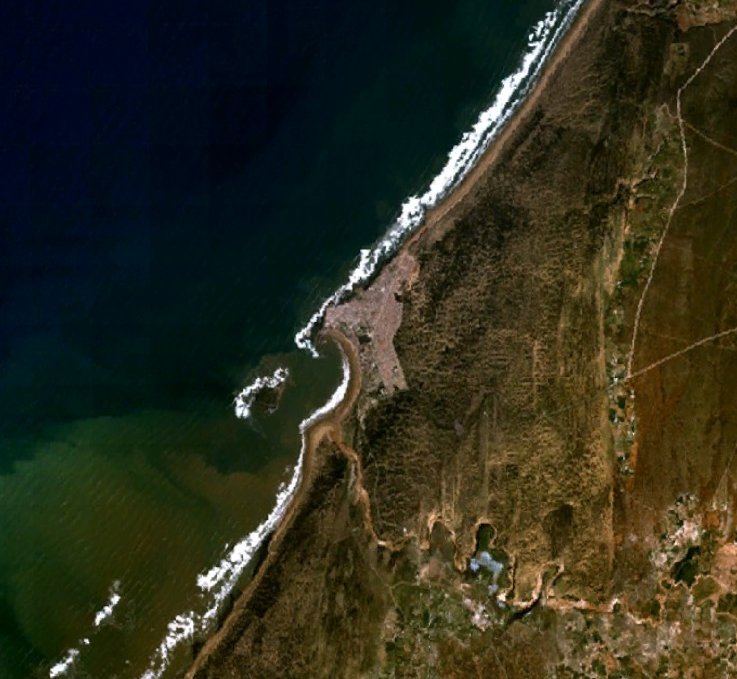
우주에서 본 에사우이라
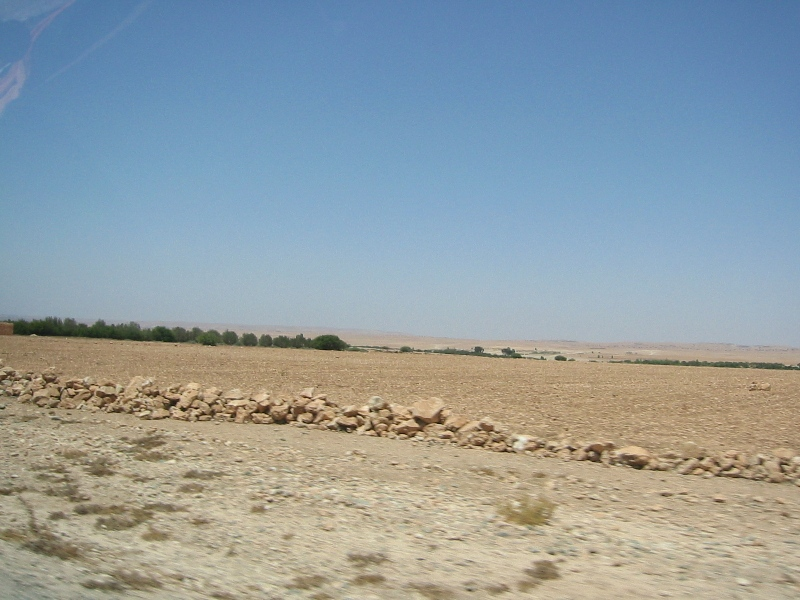
마라케시와 에사우이라 사이의 사막 도로
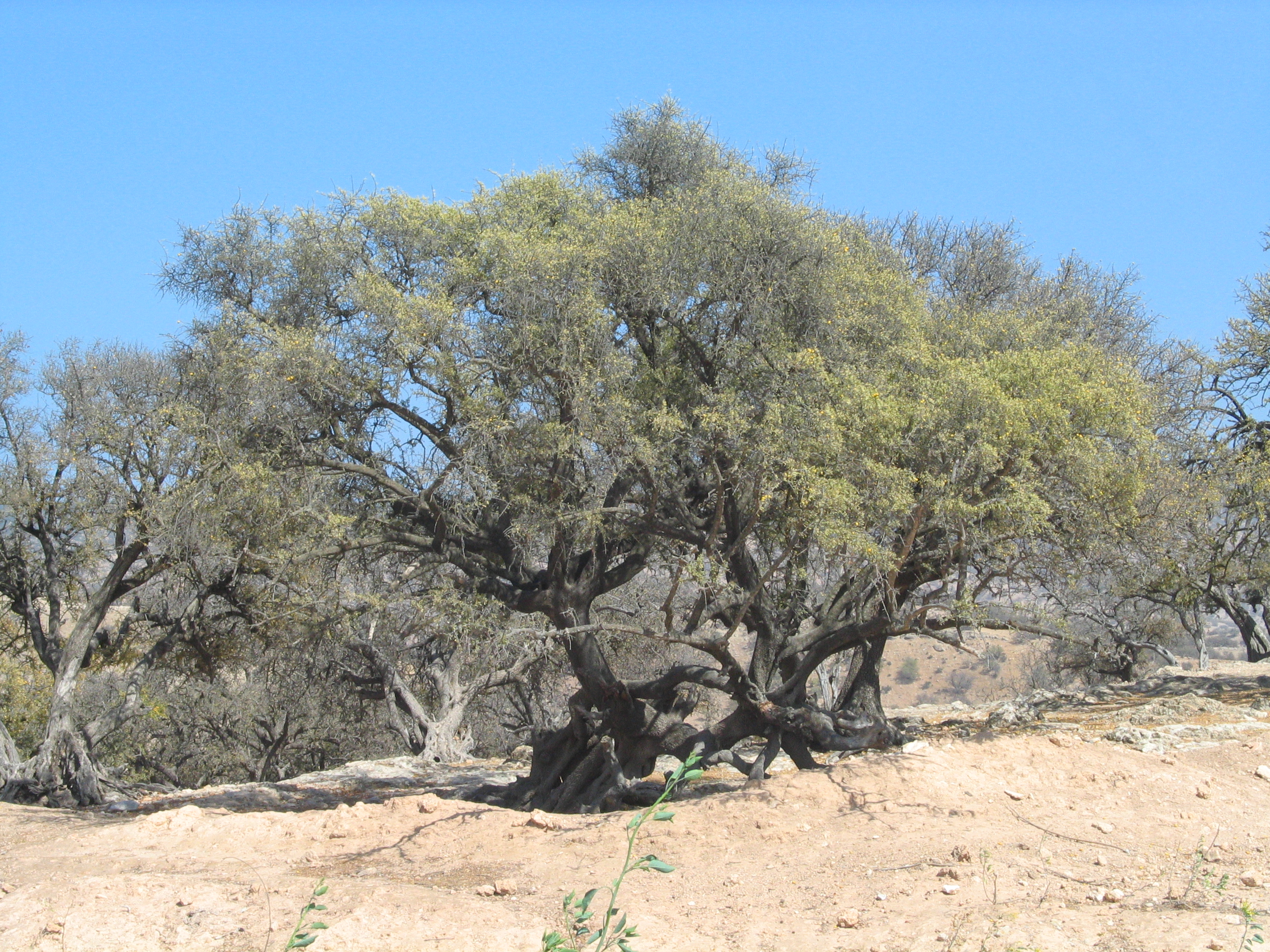
에사우이라 근처의 아르간 나무
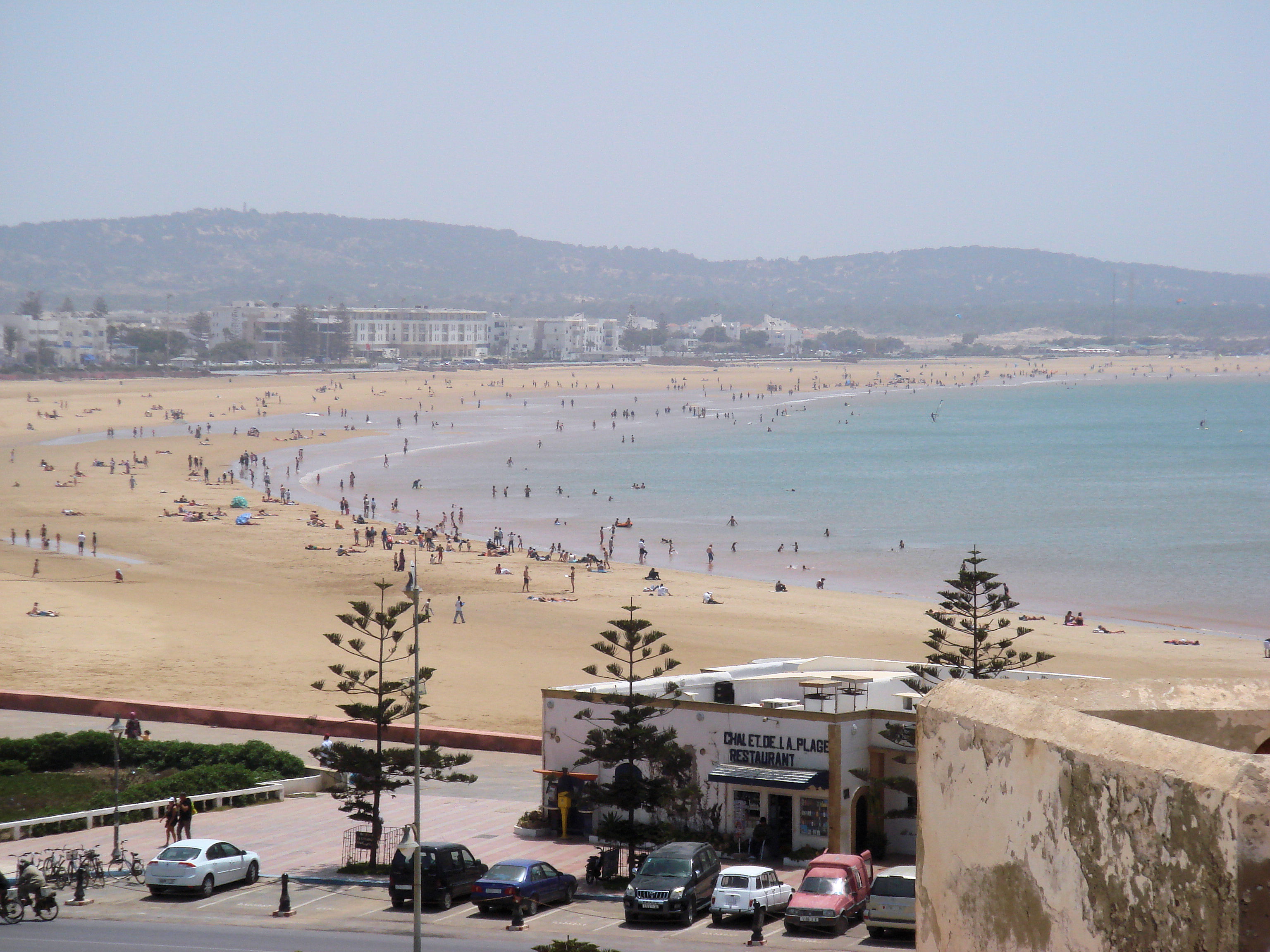
에사우이라 해변

### 기후
에사우이라의 기후는 스텝 기후 (BSk/BSh)로, 일 년 내내 온화한 기온을 유지한다. 최고 기온과 최저 기온의 차이가 작고, 여름은 따뜻하며 겨울은 온화하다. 연간 강수량은 보통 300 to 500 밀리미터 (12 to 20 in)이다. 에사우이라에서 기록된 최고 기온은 2017년 4월 18일의 35.7 °C (96.3 °F)였다. 기록된 최저 기온은 2005년 1월 29일의 2.2 °C (36.0 °F)였다. 기록된 최저 최고 기온은 2018년 2월 15일의 11.8 °C (53.2 °F)였다. 기록된 최고 최저 기온은 2017년 10월 13일의 26.7 °C (80.1 °F)였다. 하루 동안 기록된 최대 강수량은 2013년 3월 8일의 99.1 밀리미터 (3.90 in)였다.
| Essaouira (1991-2020, extremes 1982–present)의 기후 | Essaouira (1991-2020, extremes 1982–present)의 기후 | Essaouira (1991-2020, extremes 1982–present)의 기후 | Essaouira (1991-2020, extremes 1982–present)의 기후 | Essaouira (1991-2020, extremes 1982–present)의 기후 | Essaouira (1991-2020, extremes 1982–present)의 기후 | Essaouira (1991-2020, extremes 1982–present)의 기후 | Essaouira (1991-2020, extremes 1982–present)의 기후 | Essaouira (1991-2020, extremes 1982–present)의 기후 | Essaouira (1991-2020, extremes 1982–present)의 기후 | Essaouira (1991-2020, extremes 1982–present)의 기후 | Essaouira (1991-2020, extremes 1982–present)의 기후 | Essaouira (1991-2020, extremes 1982–present)의 기후 | Essaouira (1991-2020, extremes 1982–present)의 기후 |
| 월                                                  | 1월                                                 | 2월                                                 | 3월                                                 | 4월                                                 | 5월                                                 | 6월                                                 | 7월                                                 | 8월                                                 | 9월                                                 | 10월                                                | 11월                                                | 12월                                                | 연간                                                |
| --------------------------------------------------- | --------------------------------------------------- | --------------------------------------------------- | --------------------------------------------------- | --------------------------------------------------- | --------------------------------------------------- | --------------------------------------------------- | --------------------------------------------------- | --------------------------------------------------- | --------------------------------------------------- | --------------------------------------------------- | --------------------------------------------------- | --------------------------------------------------- | --------------------------------------------------- |
| 역대 최고 기온 °C (°F)                              | 28.8 (83.8)                                         | 33.9 (93.0)                                         | 34.8 (94.6)                                         | 35.7 (96.3)                                         | 34.2 (93.6)                                         | 31.8 (89.2)                                         | 35.0 (95.0)                                         | 34.0 (93.2)                                         | 33.8 (92.8)                                         | 35.0 (95.0)                                         | 33.2 (91.8)                                         | 30.0 (86.0)                                         | 35.7 (96.3)                                         |
| 일평균 최고 기온 °C (°F)                            | 18.4 (65.1)                                         | 18.7 (65.7)                                         | 19.4 (66.9)                                         | 19.5 (67.1)                                         | 20.6 (69.1)                                         | 21.4 (70.5)                                         | 21.9 (71.4)                                         | 22.4 (72.3)                                         | 22.6 (72.7)                                         | 22.2 (72.0)                                         | 20.5 (68.9)                                         | 19.4 (66.9)                                         | 20.6 (69.1)                                         |
| 일일 평균 기온 °C (°F)                              | 14.8 (58.6)                                         | 15.3 (59.5)                                         | 16.3 (61.3)                                         | 16.8 (62.2)                                         | 18.2 (64.8)                                         | 19.3 (66.7)                                         | 19.8 (67.6)                                         | 20.2 (68.4)                                         | 20.3 (68.5)                                         | 19.6 (67.3)                                         | 17.5 (63.5)                                         | 16.0 (60.8)                                         | 17.8 (64.0)                                         |
| 일평균 최저 기온 °C (°F)                            | 11.1 (52.0)                                         | 12.0 (53.6)                                         | 13.3 (55.9)                                         | 14.1 (57.4)                                         | 15.7 (60.3)                                         | 17.1 (62.8)                                         | 17.7 (63.9)                                         | 18.1 (64.6)                                         | 18.0 (64.4)                                         | 17.0 (62.6)                                         | 14.4 (57.9)                                         | 12.6 (54.7)                                         | 15.1 (59.2)                                         |
| 역대 최저 기온 °C (°F)                              | 2.2 (36.0)                                          | 6.2 (43.2)                                          | 7.7 (45.9)                                          | 10.1 (50.2)                                         | 11.0 (51.8)                                         | 14.0 (57.2)                                         | 14.2 (57.6)                                         | 14.2 (57.6)                                         | 14.8 (58.6)                                         | 12.2 (54.0)                                         | 8.2 (46.8)                                          | 6.0 (42.8)                                          | 2.2 (36.0)                                          |
| 평균 강수량 mm (인치)                               | 48.5 (1.91)                                         | 37.3 (1.47)                                         | 38.1 (1.50)                                         | 17.3 (0.68)                                         | 9.4 (0.37)                                          | 0.5 (0.02)                                          | 0.0 (0.0)                                           | 0.8 (0.03)                                          | 4.3 (0.17)                                          | 33.3 (1.31)                                         | 54.5 (2.15)                                         | 55.7 (2.19)                                         | 299.7 (11.80)                                       |
| 평균 강수일수 (≥ 1 mm)                              | 4.6                                                 | 4.2                                                 | 4.2                                                 | 2.6                                                 | 1.3                                                 | 0.1                                                 | 0.0                                                 | 0.2                                                 | 0.9                                                 | 3.3                                                 | 4.7                                                 | 4.8                                                 | 30.9                                                |
| 평균 상대 습도 (%)                                  | 80                                                  | 81                                                  | 81                                                  | 82                                                  | 82                                                  | 84                                                  | 86                                                  | 86                                                  | 84                                                  | 83                                                  | 80                                                  | 81                                                  | 83                                                  |
| 평균 월간 일조시간                                  | 208.5                                               | 204.9                                               | 247.2                                               | 264.0                                               | 289.5                                               | 290.9                                               | 301.6                                               | 291.4                                               | 251.8                                               | 234.1                                               | 197.0                                               | 197.6                                               | 2,978.5                                             |
| 평균 일일 일조시간                                  | 6.7                                                 | 7.3                                                 | 8.0                                                 | 8.8                                                 | 9.3                                                 | 9.7                                                 | 9.7                                                 | 9.4                                                 | 8.4                                                 | 7.6                                                 | 6.6                                                 | 6.4                                                 | 8.2                                                 |
| 출처 1: 미국 해양대기청 (sun 1961–1990)             |                                                     |                                                     |                                                     |                                                     |                                                     |                                                     |                                                     |                                                     |                                                     |                                                     |                                                     |                                                     |                                                     |
| 출처 2: 독일 기상청 (humidity 1973-1992)            |                                                     |                                                     |                                                     |                                                     |                                                     |                                                     |                                                     |                                                     |                                                     |                                                     |                                                     |                                                     |                                                     |

## 경제
메디나에는 많은 작은 예술 공예 사업체들이 있는데, 특히 수세기 동안 에사우이라에서 행해져 온 목공예와 '투야' 목각 (테트라클리니스 나무 뿌리 사용)이 유명하다.
아가디르와 사피와의 경쟁으로 어려움을 겪고 있는 어항은 다소 작지만, 강한 무역풍과 카나리아 해류에 의해 발생하는 해안 용승으로 인해 어획량(정어리, 유럽붕장어)은 놀랍도록 풍부하다. 에사우이라는 모로코의 주요 어항 중 하나로 남아 있다.
에사우이라는 또한 아르간기름 생산의 중심지이다.

## 교육

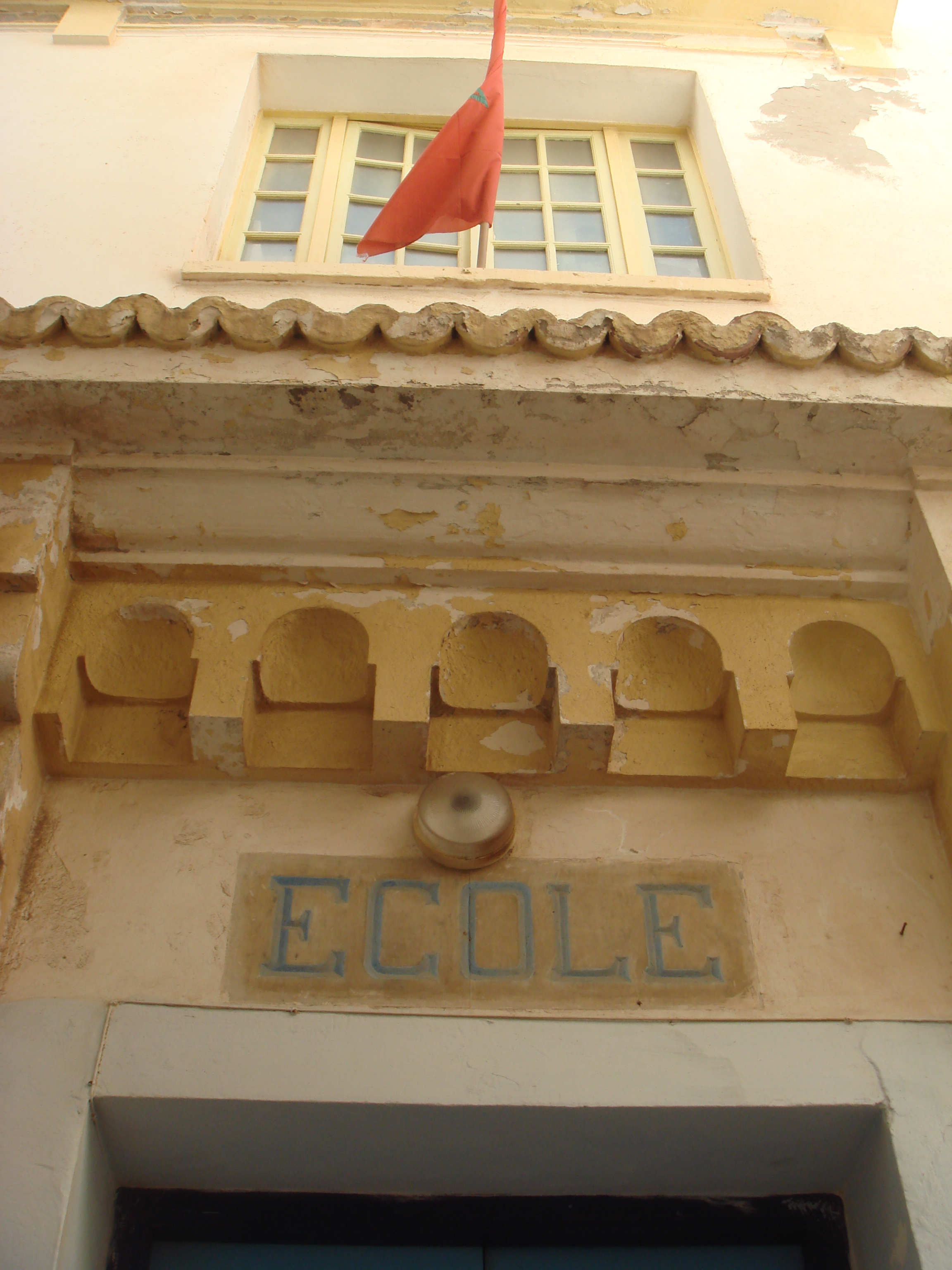
에사우이라 Derb Dharb 거리에 있는 옛 프랑스-모로코 학교.

에사우이라에는 프랑스 국제학교인 그룹 에콜레 에릭-타블리가 있다.

## 문화

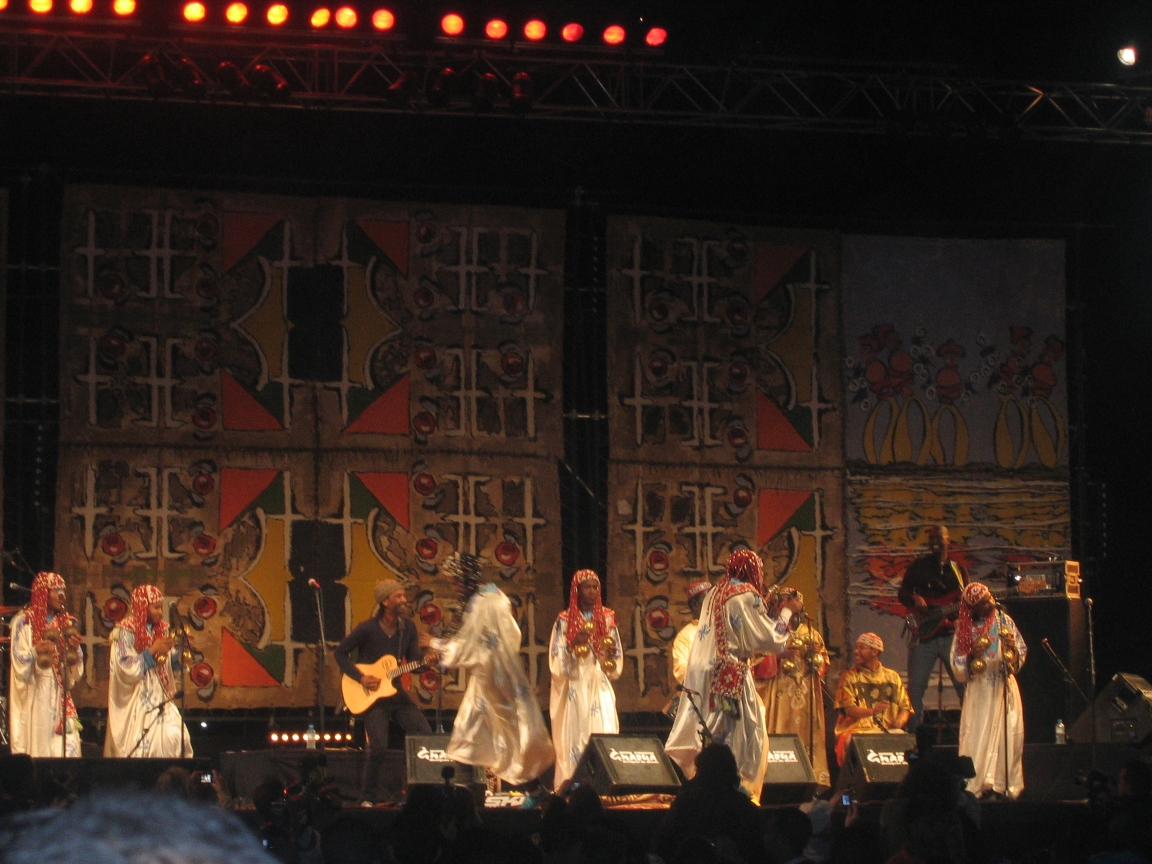
2010년 에사우이라 그나와 월드 뮤직 페스티벌에서 공연하는 그나와 음악가들

1998년부터 에사우이라에서는 매년 6월 마지막 주에 그나와 월드 뮤직 페스티벌이 열린다. 이 축제에는 전 세계의 예술가들이 모인다. 그나와 음악에 중점을 두지만, 록, 재즈, 레게도 포함한다. "모로코 우드스톡 페스티벌"로 알려져 있으며 4일 동안 진행되며 매년 약 45만 명의 관객을 끌어모은다.

## 볼거리
에사우이라 구시가지의 유대인 지구 "멜라"
- 바이트 다키라 - "기억의 집" (유대인 박물관)
- 하임 핀토 시나고그
- 슬랫 카할 시나고그
- 에사우이라의 유대인 묘지 (구 및 신)
  - 라비 하임 핀토의 묘소
- 메디나
- 요새:
  - 스칼라 뒤 포르
  - 스칼라 드 라 카스바
- 가장 그림 같은 문:
  - 포르트 드 라 마린
  - 시계탑이 있는 바브 만자나
- 타가트 해변 (모래 언덕 포함)
- 노트르담 드 라송시옹 교회 (가톨릭, 운영 중)
- 시디 모그둘 모스크
- 시디 모그둘 등대
- 벤 유세프 모스크[38]

## 국제 관계
에사우이라는 다음과 자매 도시 결연을 맺었다:
- 창수시, 중화인민공화국
- 라로셸, 프랑스

## 저명한 인물
- 알베르 알모즈니노, 손그림자 예술가
- 앙드레 아줄레, 국왕 고문
- 다비드 벤수산, 회고록 작가[41][42]
- 다비드 하나니아 핀토, 라비
- 에드몽 암란 엘 말레흐, 작가
- 자크 아미르, 정치인
- 마흐무드 기니아, 그나와 음악가
- 메이어 코헨, 정치인
- 빅토르 엘말레흐, 사업가이자 운동선수